# Grand Curtius
Het Grand Curtius is een museum van kunst, kunstvoorwerpen en oudheden in de Belgische stad Luik. Het museum is gelegen aan de Féronstrée in het historische centrum van Luik, in dezelfde straat als het voormalige Museum voor Schone Kunsten en het Ansembourg Museum. Met zijn ruim 5000 vierkante meter tentoonstellingsoppervlak en ruim 5000 tentoongestelde voorwerpen is het museum het grootste en belangrijkste museum van Wallonië.

## Geschiedenis
Op 4 april 1850 werd door enkele Luikse notabelen het Institut archéologique liégeois opgericht, een vereniging die zich ten doel stelde voorwerpen van kunst en oudheden te verzamelen en exposeren. Na wat omzwervingen werd in 1874 een museum geopend in een vleugel van het Paleis van de Prins-bisschoppen aan de Place Saint-Lambert. In 1896 werden de collecties van het Institut en die van de gemeente Luik samengevoegd. In 1901 kocht de gemeente het Palais Curtius als huisvesting voor een nieuw museum van oudheden. Na een restauratie onder leiding van architect Joseph Lousberg opende het Curtiusmuseum (Musée Curtius) op 1 augustus 1909 zijn deuren. Het museum huisvestte aanvankelijk slechts archeologische en historische voorwerpen en toegepaste kunst, het Musées d'Archéologie et d'Arts décoratifs geheten. Later kwam daar een aparte afdeling kerkelijke kunst bij, het Musée d'Art religieux et d'Art mosan geheten. Door een fusie met het Musée des Verres, het Musée des Armes en de afdeling Egyptologie van de Universiteit van Luik ontstond in 2009 het Grand Curtius.

## Gebouw

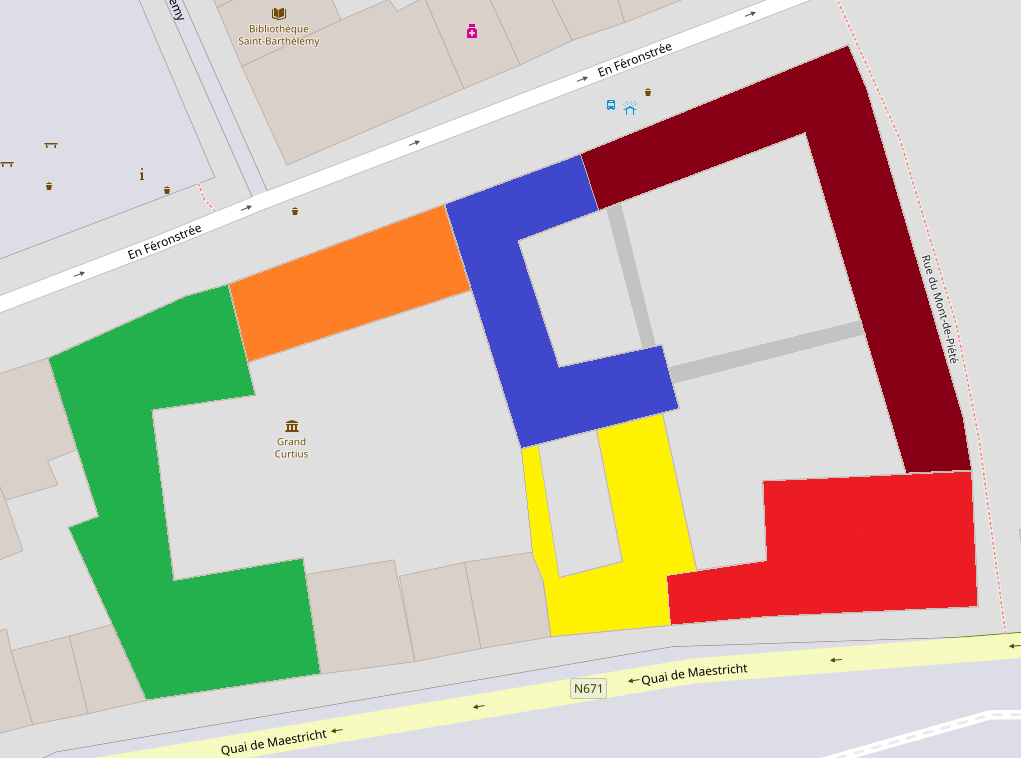
Paleis Curtius
Maison Dewilde
Hôtel de Hayme de Bomal
Hôtel Brahy
Nieuwbouw
Residentie Curtius

Het museum is ondergebracht in een viertal historische panden, die een groot bouwblok vormen tussen de Maas en de Sint-Bartolomeüskerk, aan de rand van het Luikse stadscentrum. Van 2001 tot 2009 werd het complex gerestaureerd en uitgebreid, waarna het nieuwe museum Grand Curtius in maart 2009 zijn poorten opende voor het publiek.

### Palais Curtius
Naamgever van het belangrijkste pand en tevens van het hele museum is Joannes Curtius, de gelatiniseerde naam van Jean de Corte (1551-1628). De Corte was een succesvolle handelaar in wapens en kanonskruit, dat hij onder meer tijdens de Tachtigjarige Oorlog verkocht aan het Spaanse leger. Steenrijk geworden liet hij tussen 1597 en 1605 aan de Quai de Maestricht, op de plek van een voormalig kanunnikenhuis, een groot huis optrekken in rode baksteen en contrasterende Naamse steen. Het gebouw wordt vaak gezien als het oervoorbeeld van de Maaslandse renaissancestijl. Na de dood van De Corte ging het hoofdgebouw (het Palais) over naar een kloosterorde, Mont de Piété geheten. De rest van het complex, de Résidence Curtius, bleef tot 1734 in de familie. Het Palais Curtius bood vanaf 1909 huisvesting aan het oude Curtiusmuseum met zijn archeologische collectie, kunstvoorwerpen en kerkelijke kunst. Na de recente uitbreiding van het museum wordt het gebouw thans nog hoofdzakelijk voor tijdelijke exposities gebruikt.

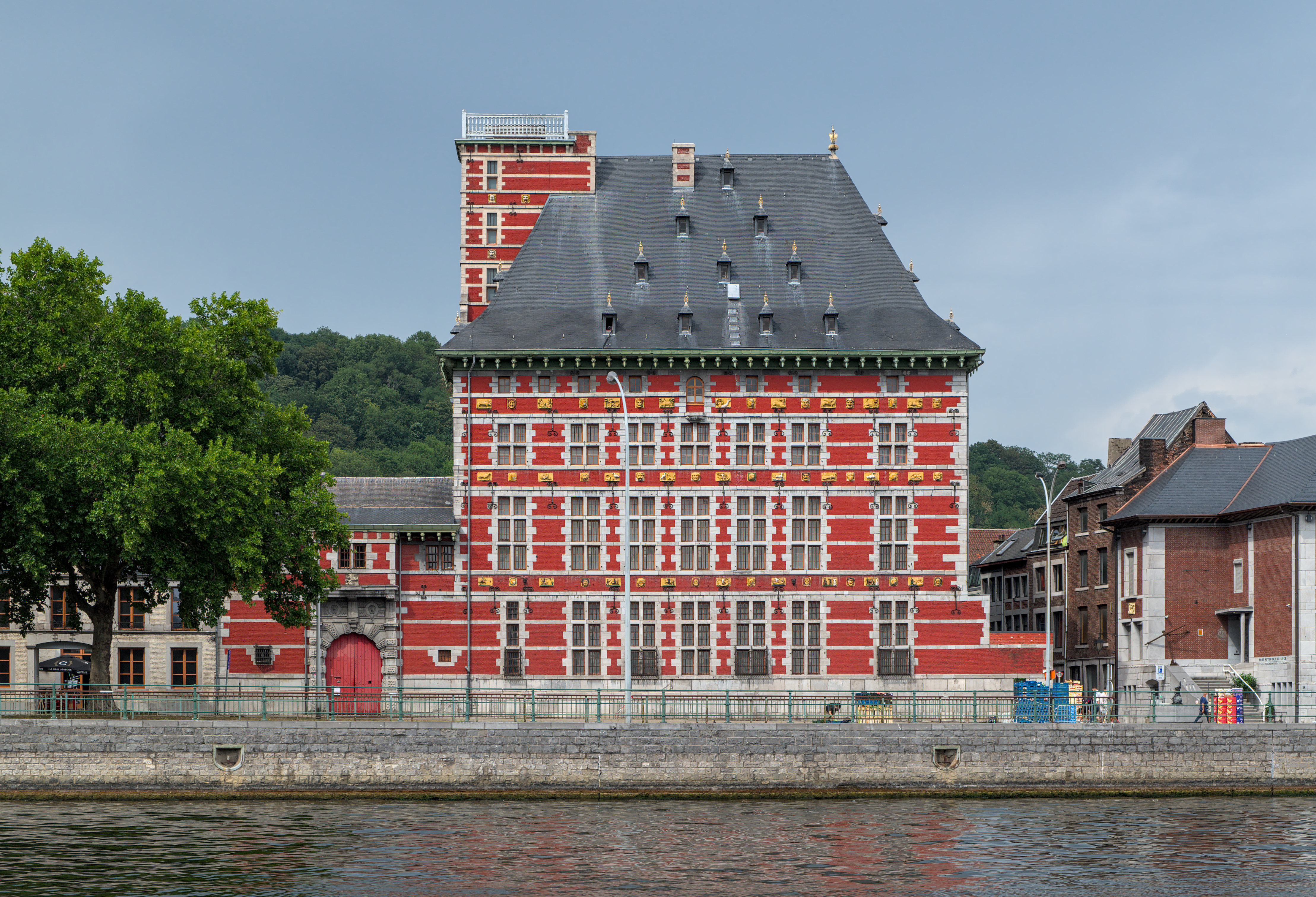
Gezicht vanaf de Maas
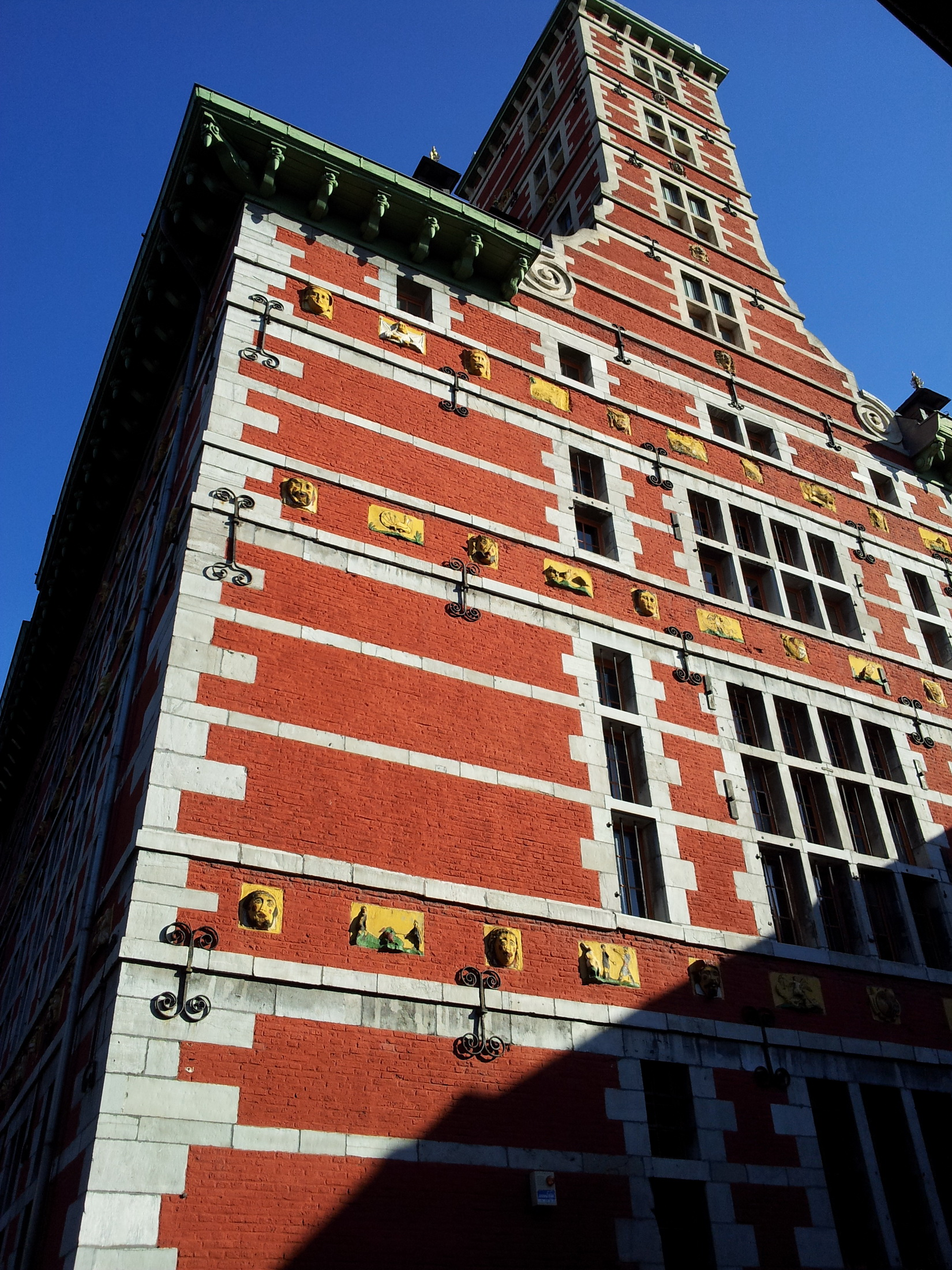
Detail hoofdgebouw
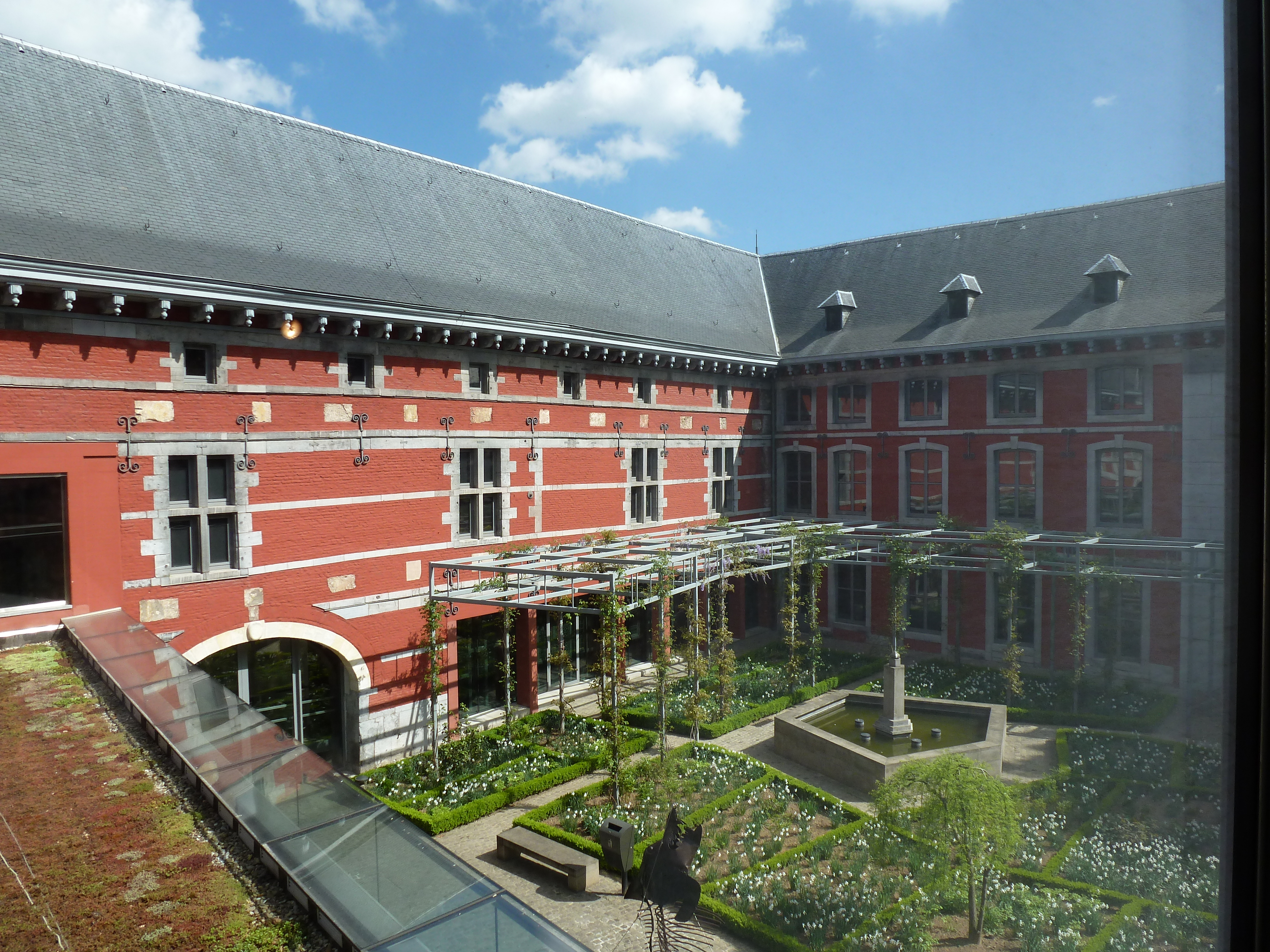
Binnenplaats en bijgebouwen
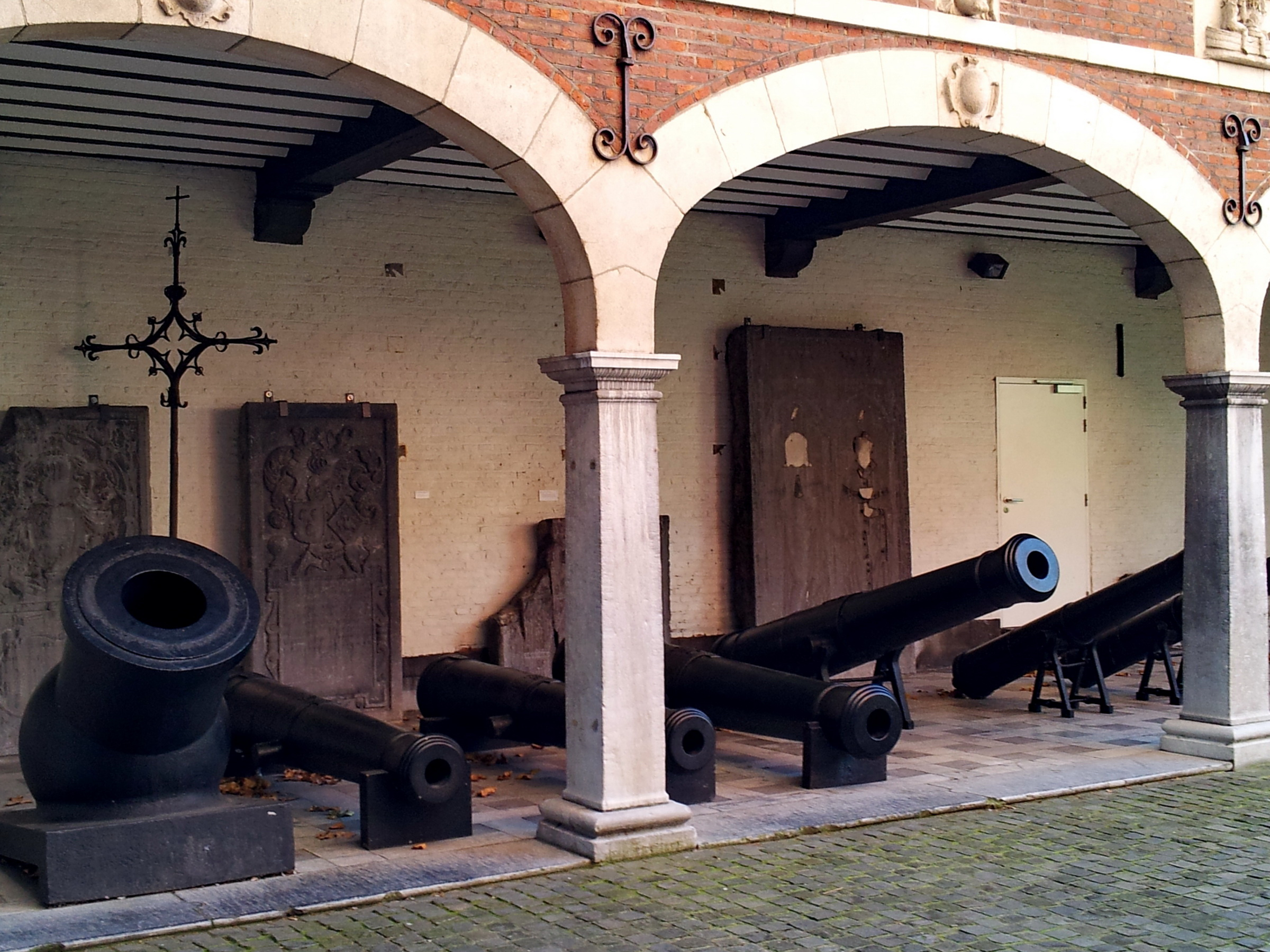
Detail binnenplaats

### Hôtel de Hayme de Bomal
Een ander belangrijk onderdeel van het huidige Grand Curtius is het Hôtel de Hayme de Bomal, een typisch Frans hôtel particulier in Lodewijk XVI-stijl. Het huis werd omstreeks 1775 gebouwd in opdracht van Jean-Baptiste de Hayme de Bomal, naar een ontwerp van de Luikse architect Barthélemy Digneffe. In 1793 werd het stadspaleis de zetel van de préfecture van het departement Ourthe. Rond 1800 kreeg het pand een zeer uitbundig interieur in Empirestijl met veel spiegels en bladgoud. Napoleon Bonaparte logeerde er diverse keren (zijn geschilderde portret en dat van zijn vrouw, een gebeeldhouwde portretbuste en diverse memorabilia behoren tot de museumcollectie).

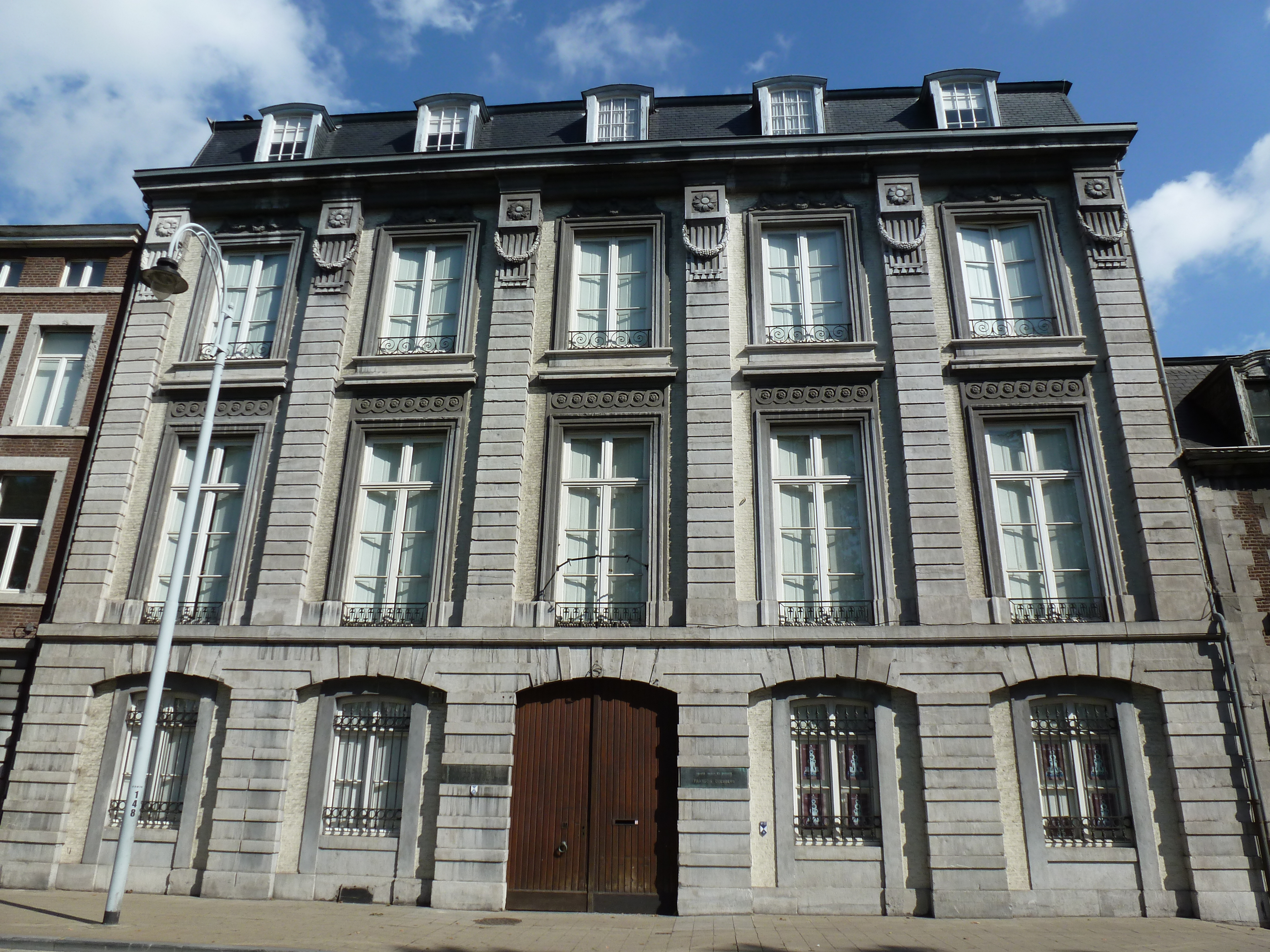
Vanaf de Quai de Maestricht
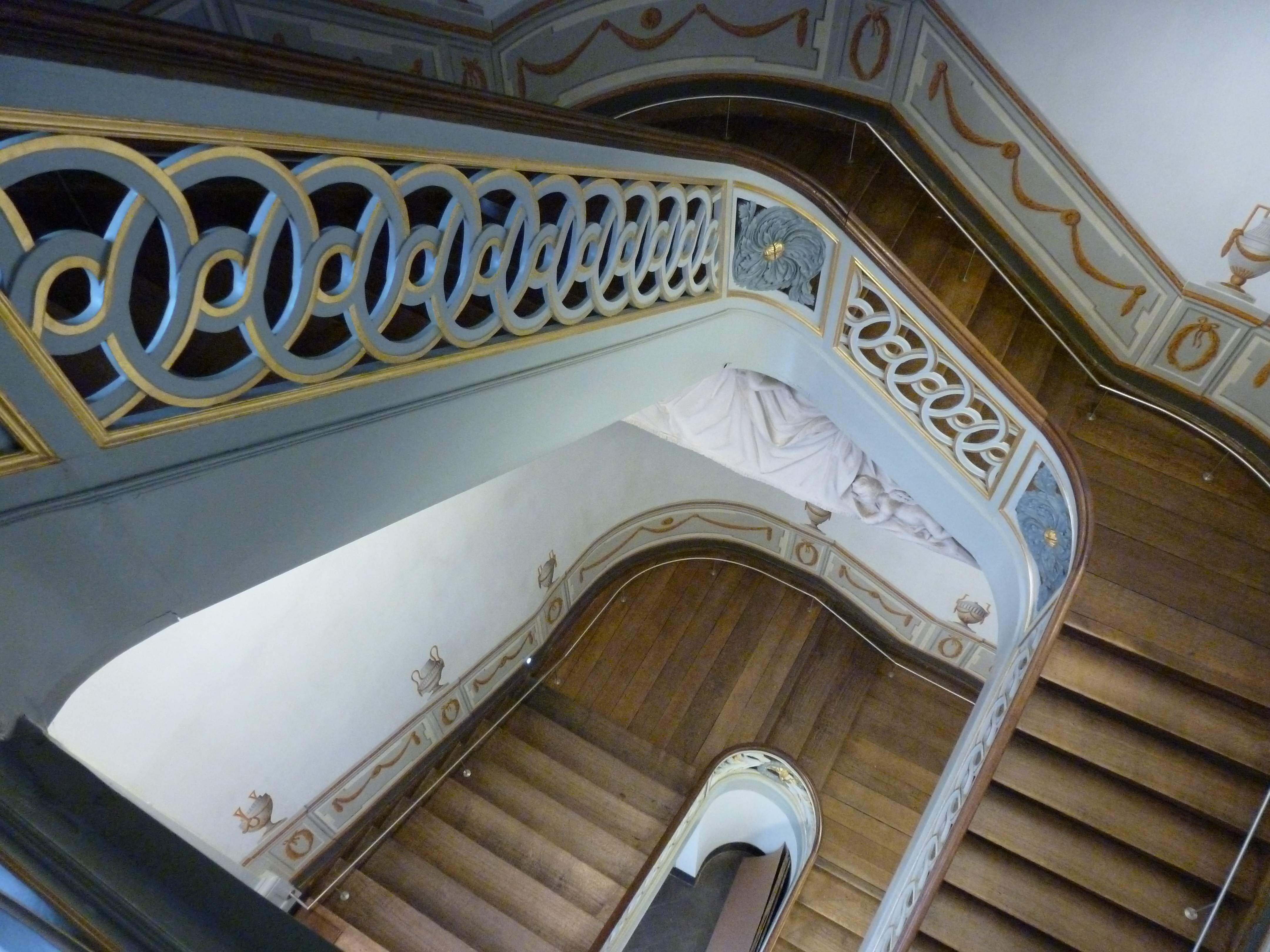
Trappenhuis
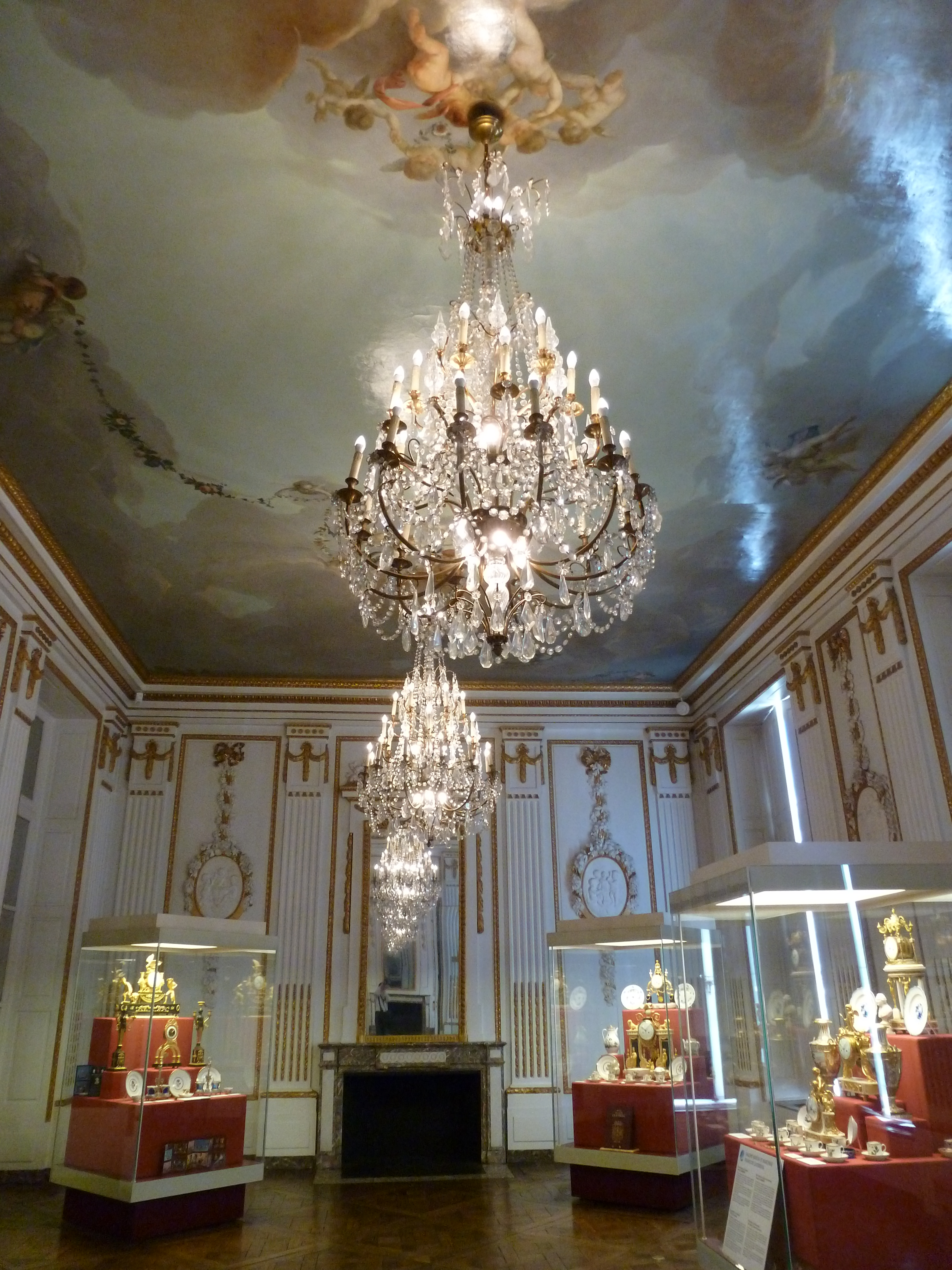
Grote salon
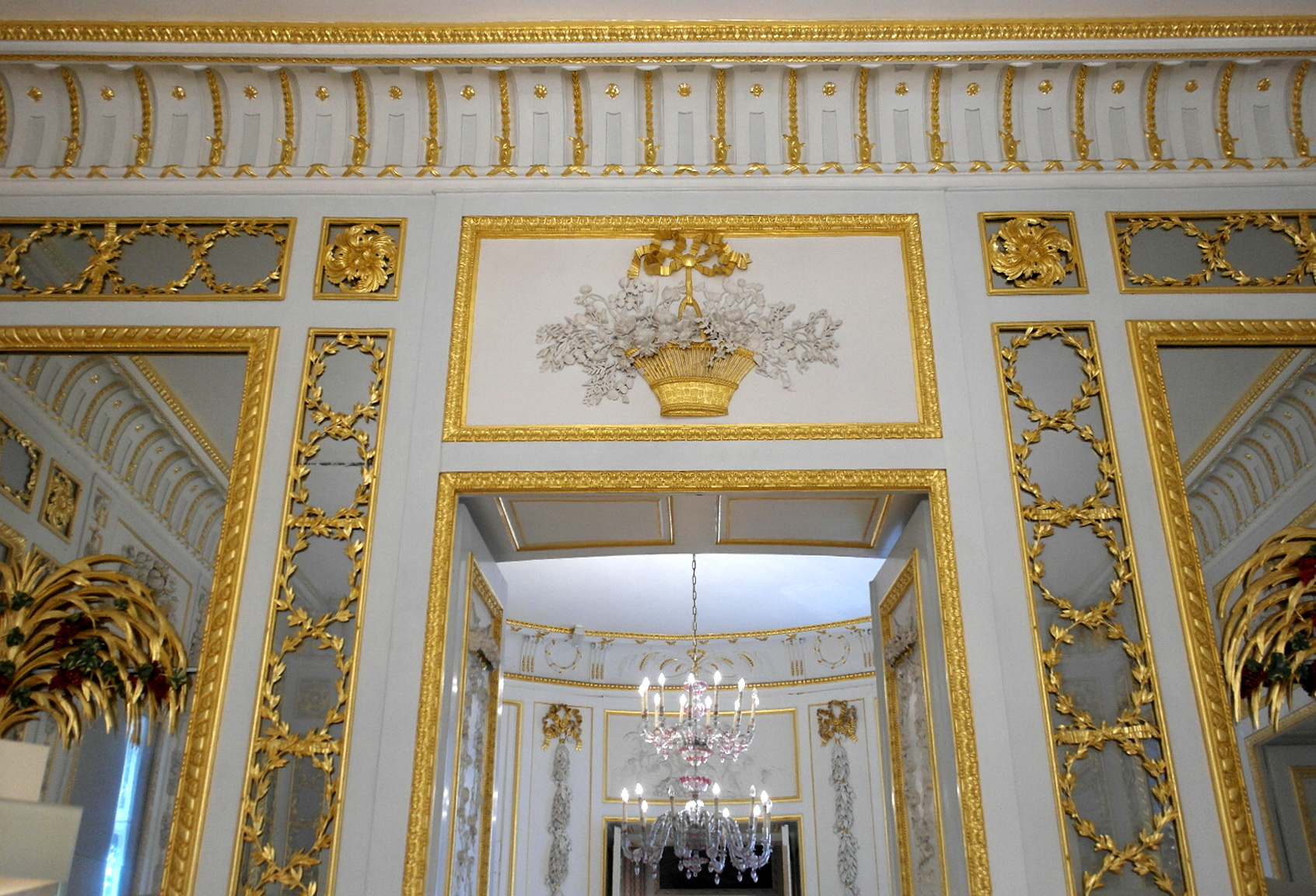
Empire-interieur

### Overige gebouwen, museumuitbreiding
Behalve deze twee stadspaleizen bestaat het museumcomplex uit de 17e-eeuwse panden Hôtel Brahy en Maison De Wilde. De vier hôtels particuliers zijn van 2001 tot 2009 ingrijpend gerestaureerd, waarbij de bestaande gebouwen met elkaar verbonden werden door middel van nieuwbouw, waarbij veel gebruik werd gemaakt van glas. Een groot, nieuw bouwvolume langs Féronstrée werd door architect Daniel Dethier ontworpen in neoklassieke stijl, passend bij de omgeving. Ertussen liggen enkele fraai ingerichte binnentuinen. Een van de binnenhoven is ingericht door de kunstenaar Lawrence Weiner. Het Grand Curtius beschikt over een café-restaurant en een museumwinkel.

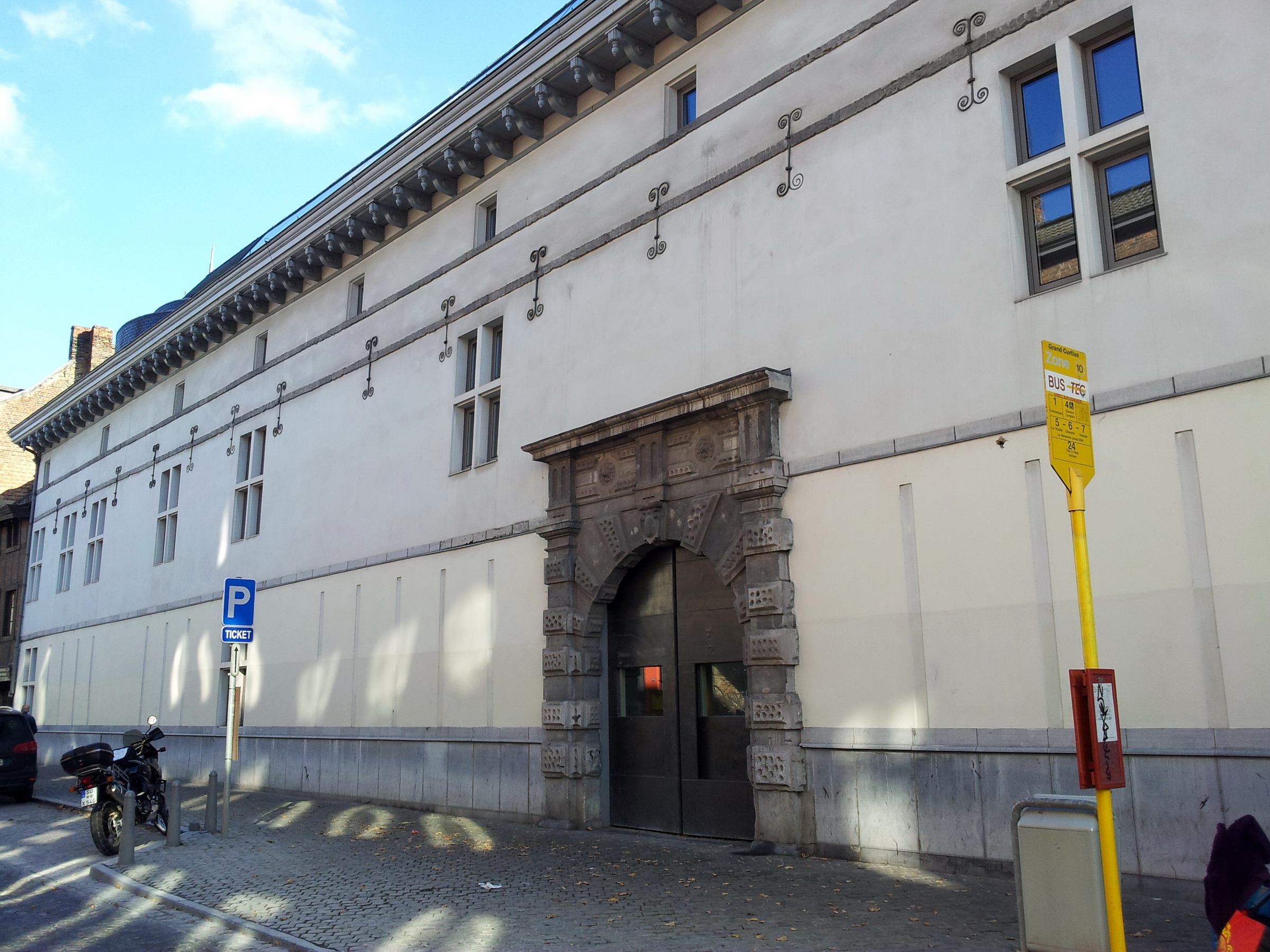
Hôtel Brahy aan Féronstrée
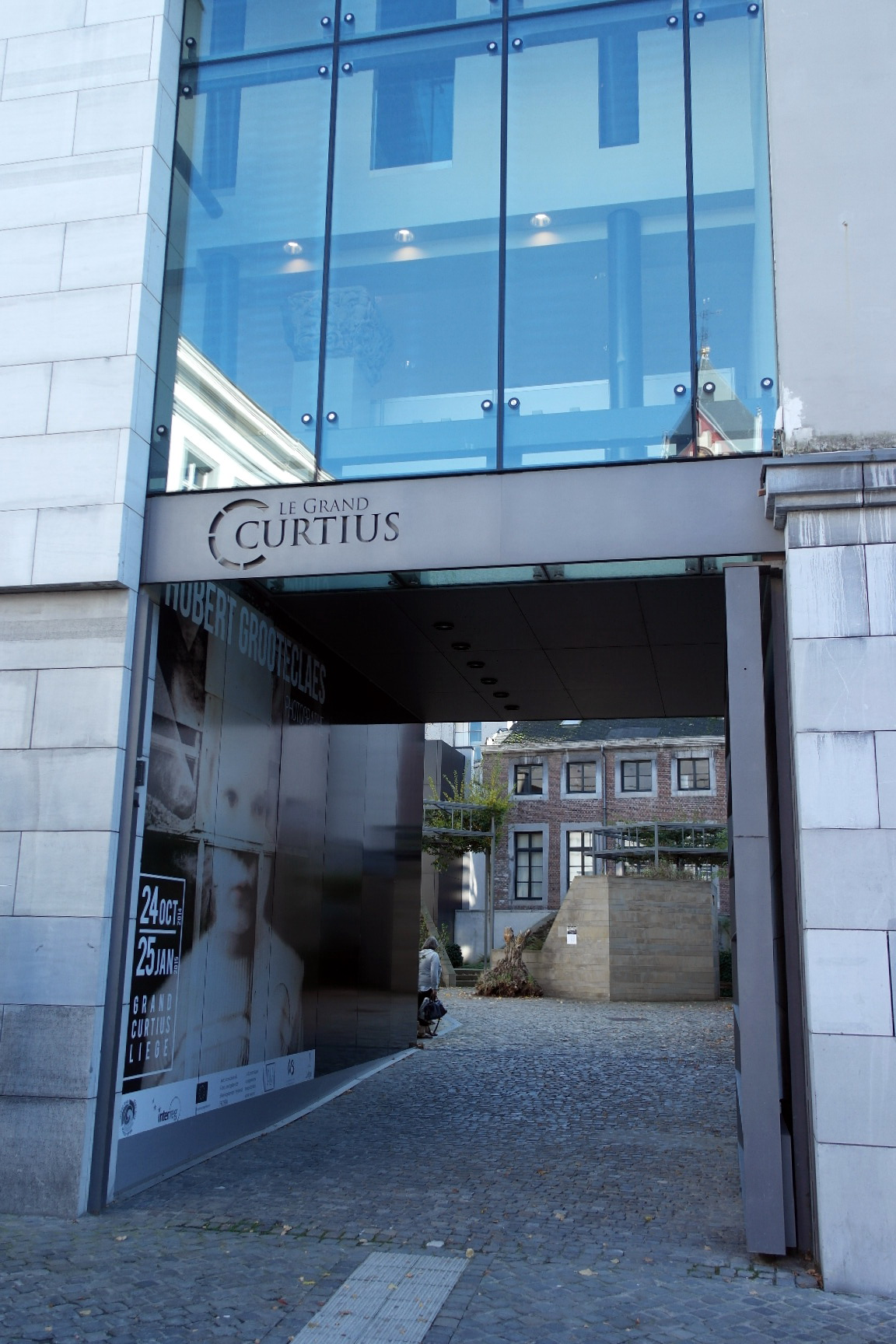
Museumingang Féronstrée
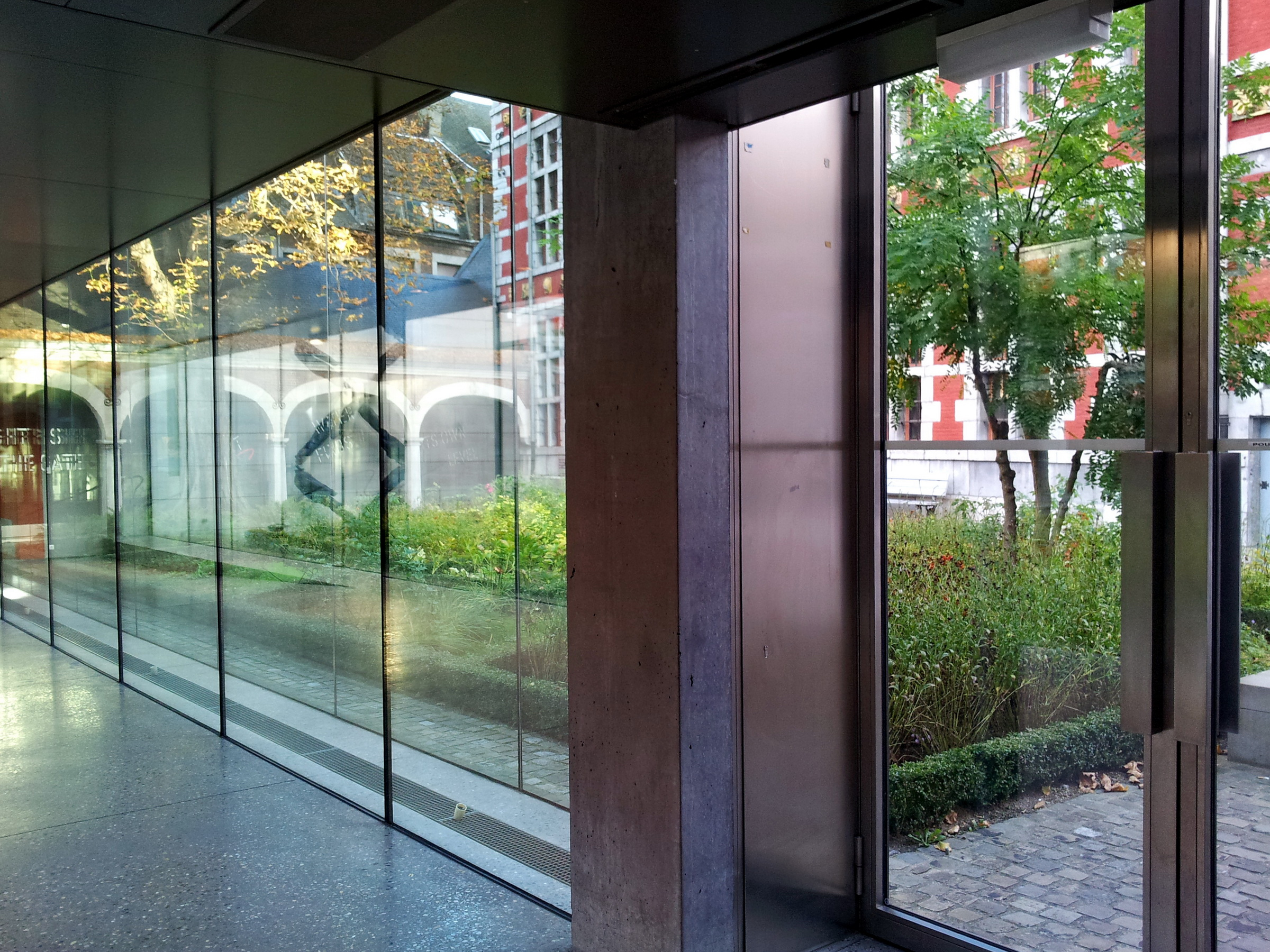
Nieuwe vleugel en binnentuin
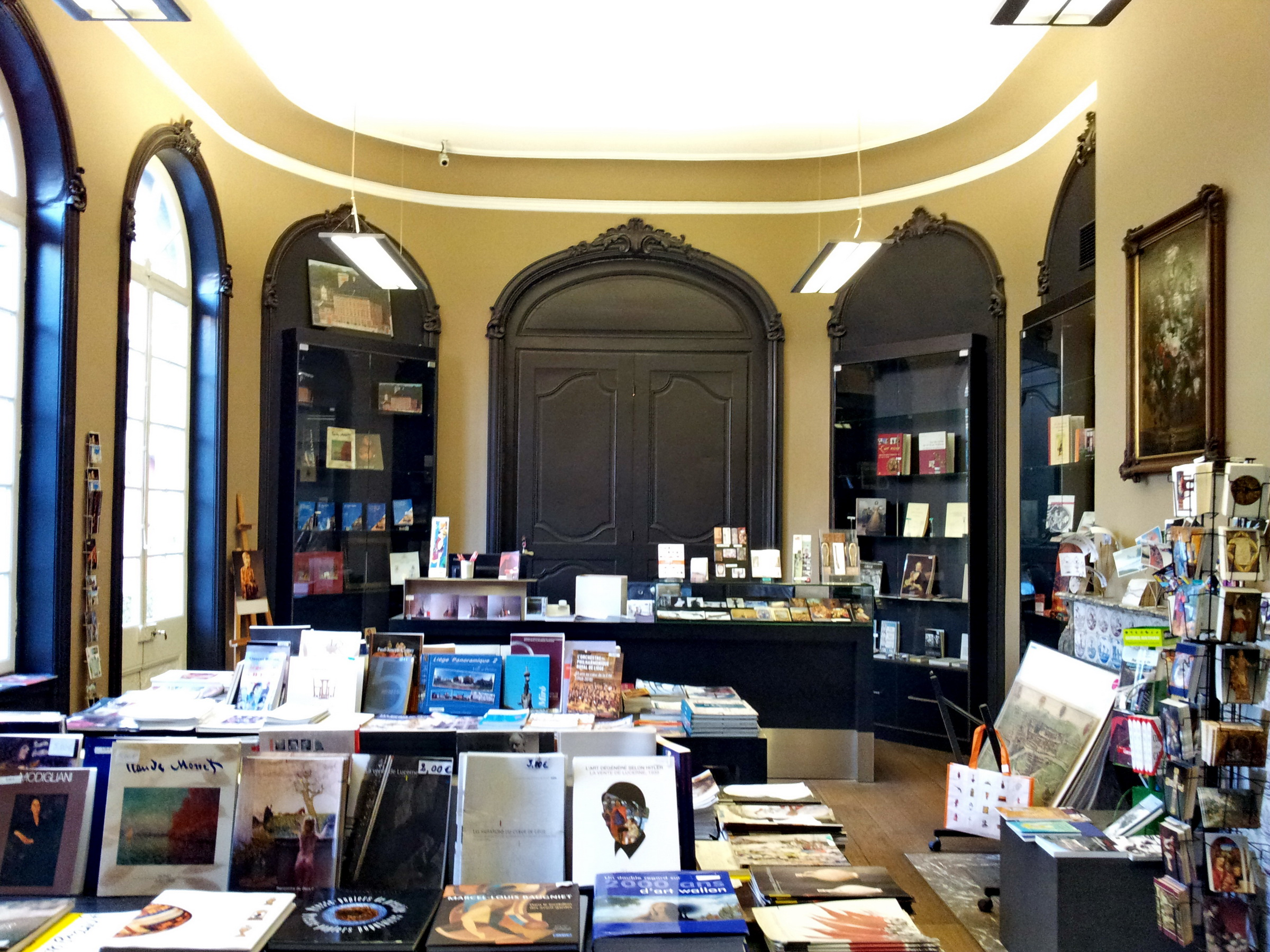
Museumwinkel

## Collecties
In het nieuwe museum Grand Curtius zijn de collecties van een vijftal Luikse musea samengebracht, waarmee het museum hét centrum voor toegepaste kunst in de Euregio Maas-Rijn is geworden. Het museum beschikt over meer dan 100.000 voorwerpen van regionaal, nationaal en internationaal belang, variërend van prehistorische vuursteenbijlen tot 18e-eeuwse waaiers. Slechts een deel hiervan, ongeveer vijf procent van de collectie, wordt permanent tentoongesteld in de thematisch en chronologisch geordende museumopstelling. Samen geven ze een beeld van meer dan 7000 jaar menselijke beschaving. In de museumopstelling wordt onder andere aandacht gegeven aan archeologische schatten uit het oude Egypte (uit de voormalige universiteitscollectie), voorwerpen uit de Romeinse, Merovingische en Frankische tijd (de oorspronkelijke collectie van het Musées d'Archéologie et d'Arts décoratifs), Maaslandse sculpturen en edelsmeedkunst (van het voormalige Musée d'Art religieux et d'Art mosan) en een groot aantal schilderijen, beelden, bouwfragmenten, meubels, wandtapijten en gebruiksvoorwerpen uit de tijd van de renaissance en de barok. Het museum bezit verder een uitgebreide collectie antiek glas (afkomstig van het voormalige Musée des Verres) en een van de belangrijkste verzamelingen historische wapens ter wereld (afkomstig van het voormalige Musée des Armes). In 2007 ontving het museum een belangrijke schenking van Franse klokken, glaswerk en Sèvres-porselein van de baron en barones Duesberg (de zogenaamde Duesberg-collectie).
Enkele schilderijen uit het Grand Curtius zijn begin 21e eeuw, in het kader van de herverdeling van de Luikse museumcollecties, verhuisd naar het nieuw-opgerichte Museum voor Schone Kunsten in Luik. Daaronder bevinden zich schilderijen van Jan Steen en Jacob Jordaens en het bekende portret van Napoleon, 1e consul, van Ingres. Het Grand Curtius wil niet in de eerste plaats kunstmuseum zijn; de tentoongestelde beelden en schilderijen illustreren een episode uit de Luikse geschiedenis of zijn onderdeel van een stijlkamer uit een bepaalde periode.
In het museum zijn de borden met themabeschrijvingen in vier talen: Frans, Nederlands, Duits en Engels. De beschrijvingen bij de voorwerpen zijn echter louter in het Frans.

### Archeologie en geschiedenis
Deze afdeling is in 1896 voortgekomen uit de wens van de stad Luik om haar eigen oudheidkundige collectie samen te voegen met de verzameling artefacten van het Institut archéologique liégeois. Als hoogtepunten uit de collectie kunnen genoemd worden: de in 1829 in Engis ontdekte schedel van een Neandertaler, een benen kam uit het neolithicum (ca. 5300 v. Chr.), een Egyptische offertafel (Middenrijk, ca. 2000 v. Chr.), een Gallo-Romeinse bustenvaas (1e-3e eeuw), een dodecaëder (4e eeuw), de zogenaamde Arc de Glons (7e eeuw), diverse middeleeuwse boeken en handschriften en een maquette van de na 1789 afgebroken Sint-Lambertuskathedraal.

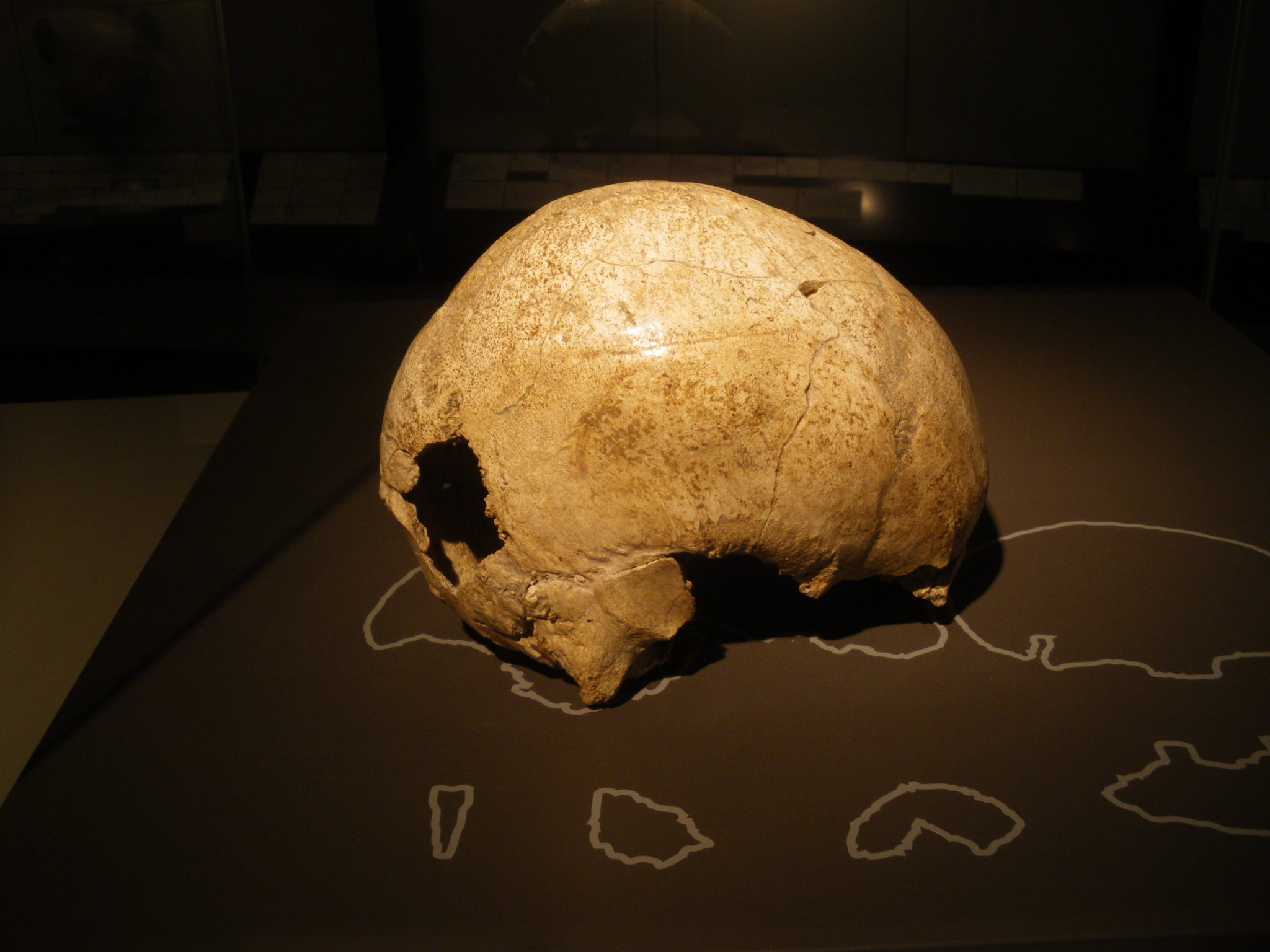
Schedel Neandertaler
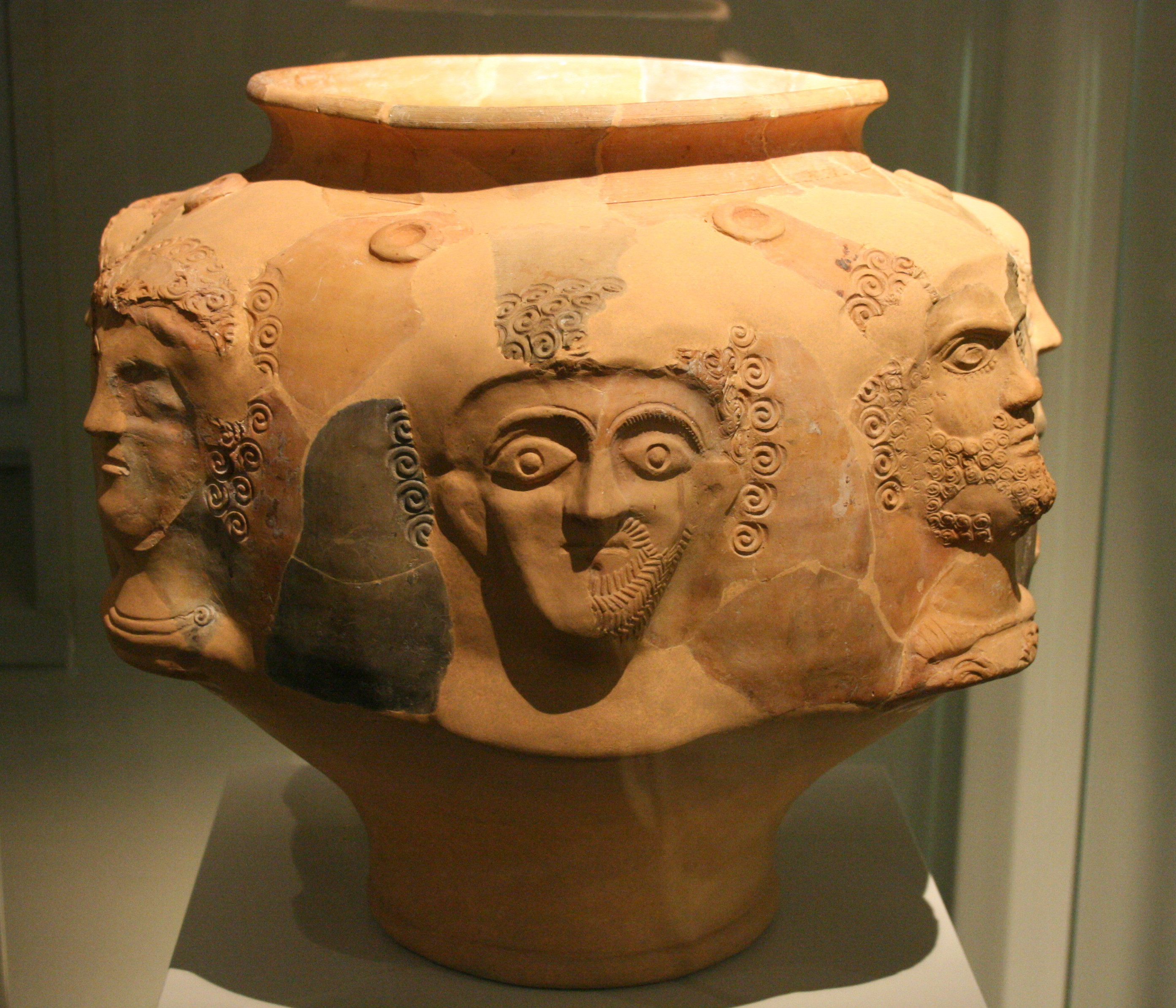
Romeinse bustenvaas
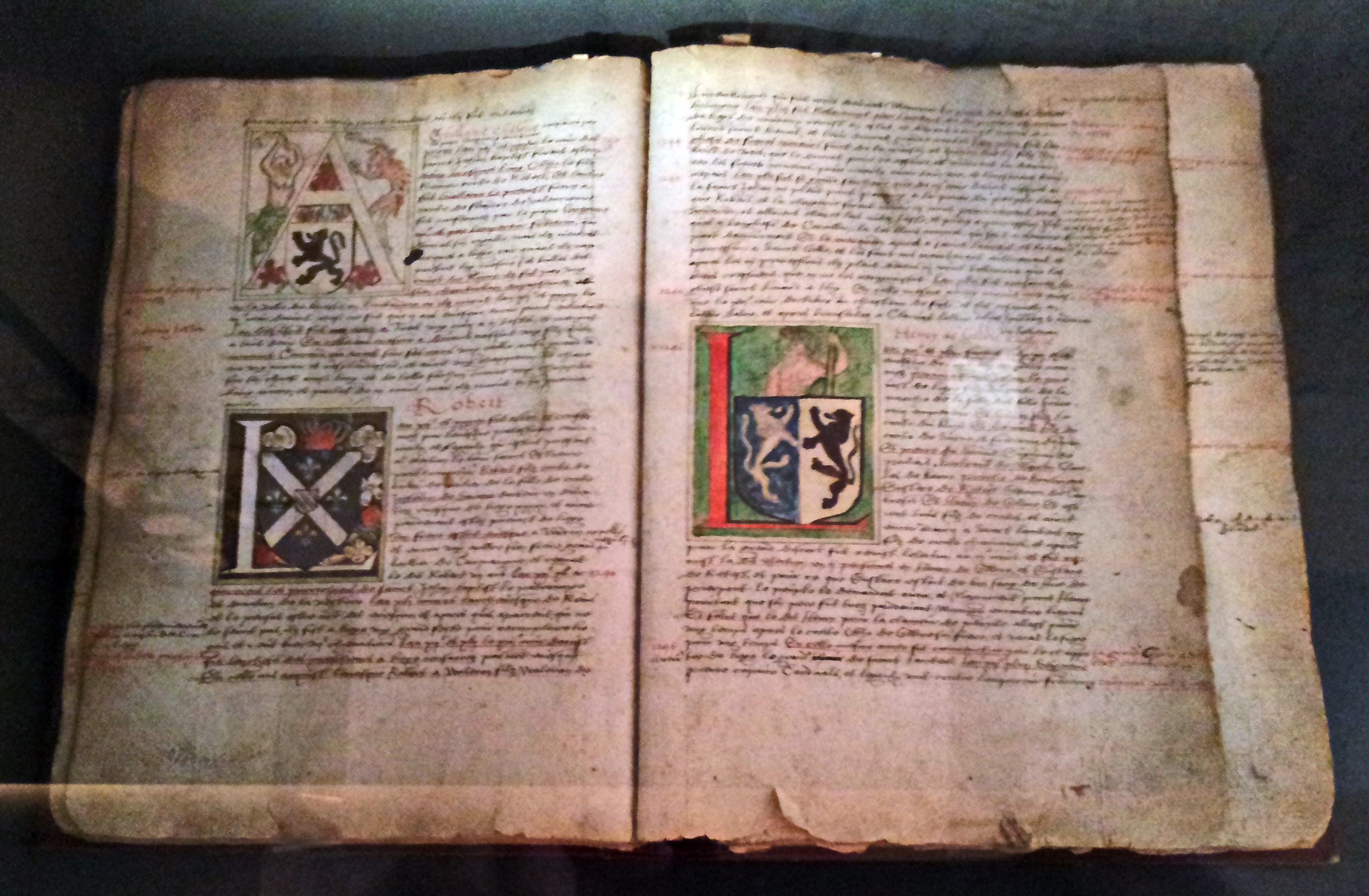
Luikse kroniek, ca. 1565
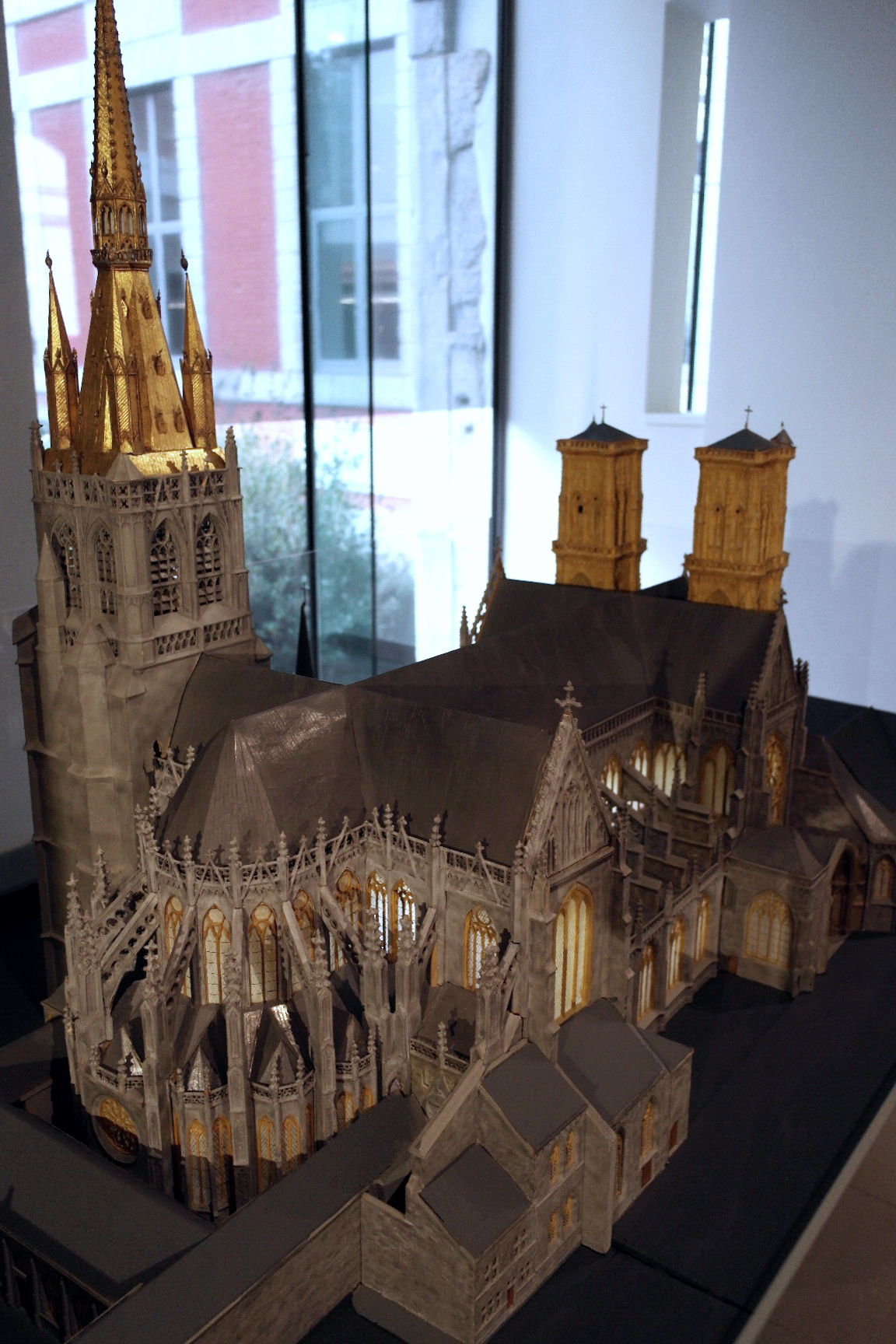
Model St-Lambertuskathedraal

### Maaslandse kunst
Met Maaslandse kunst wordt meestal de romaanse kunst in het Maasland bedoeld. In de 11e en 12e eeuw bereikten met name de beeldhouwkunst, de edelsmeedkunst en de boekverluchting een hoogtepunt in het prinsbisdom Luik. De collectie Maaslandse kunst van het Grand Curtius vindt zijn oorsprong in het Musée d’Art religieux et d’Art mosan, dat op zijn beurt voortkwam uit het Luiks bisschoppelijk museum. Belangrijke werken zijn de gebeeldhouwde kapitelen van de Sint-Lambertuskathedraal (12e eeuw), het Pierre Bourdon of Mystère d'Apollon (12e-eeuws timpaan), de Vierge de Dom Rupert (12e-eeuws reliëf), diverse houten crucifixen en Sedes Sapientiae (11e-13e eeuw), het evangeliarium van Notger (10e-eeuwse edelsmeedkunst), het evangeliarium van Arenberg (12e eeuw) en het reliekentriptiek van de Heilig-Kruiskerk (12e eeuw).

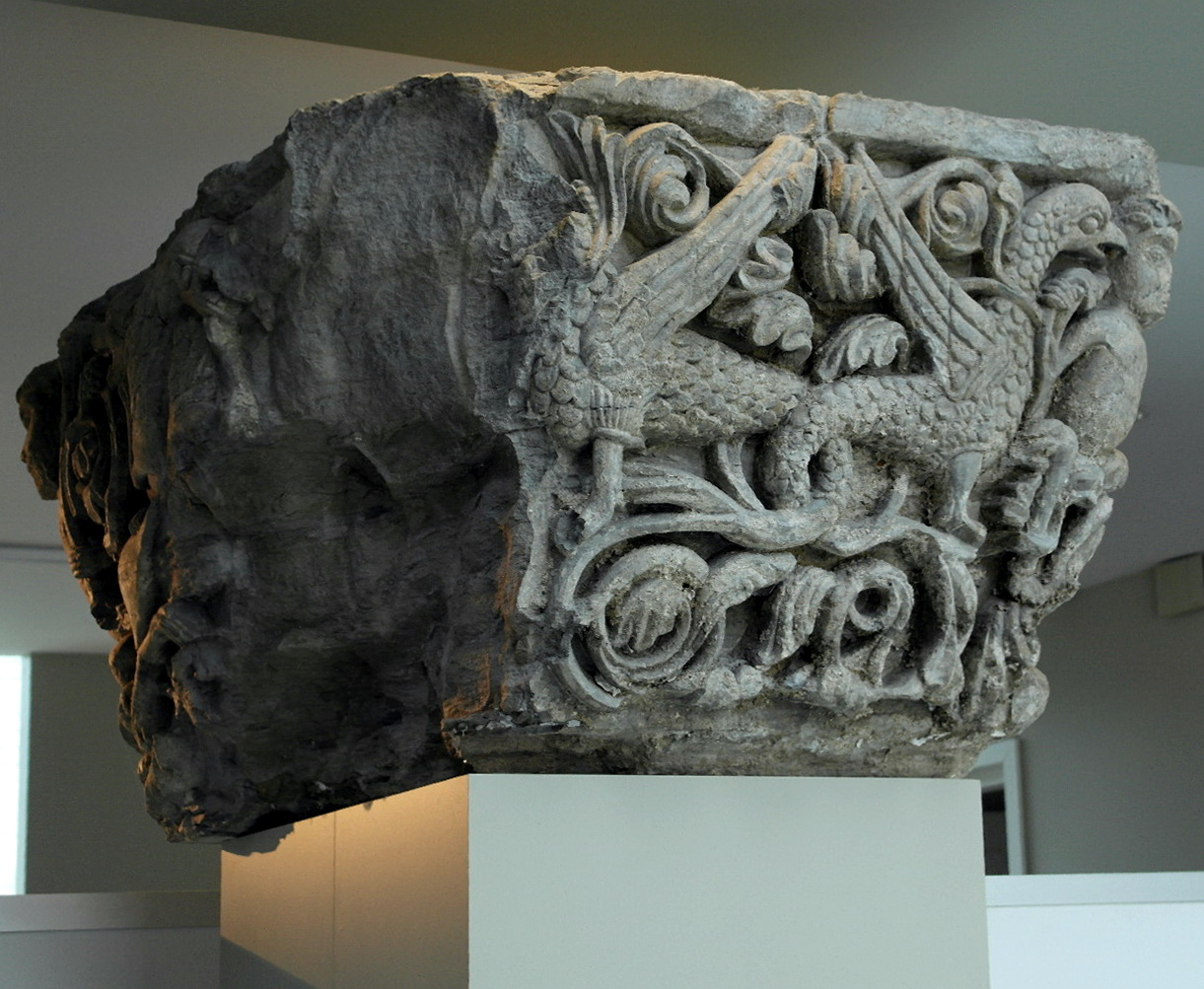
Romaans kapiteel (St-Lambertuskathedraal, 1160-'80)
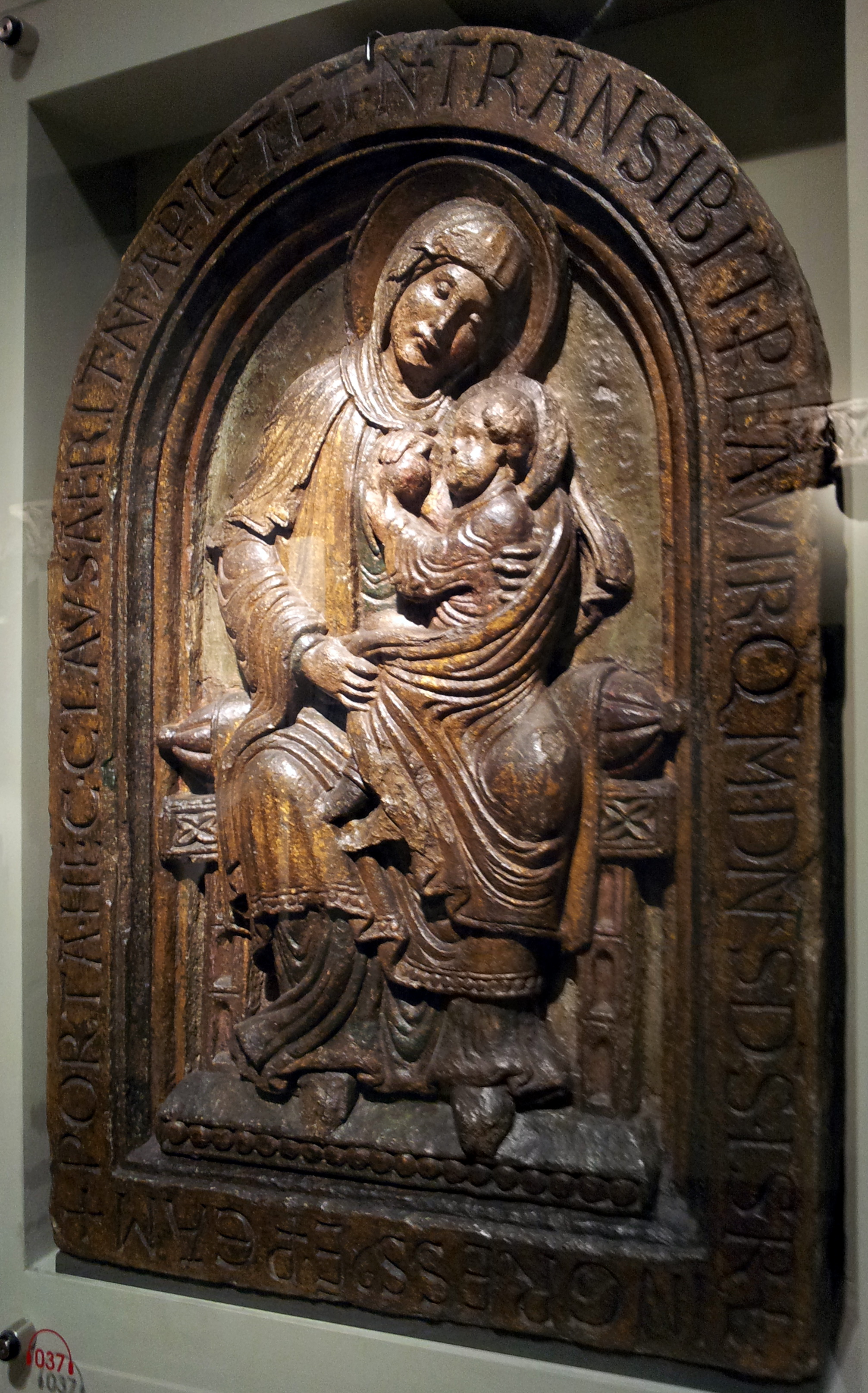
Vierge de Dom Rupert (St-Laurentiusabdij, ca. 1150)
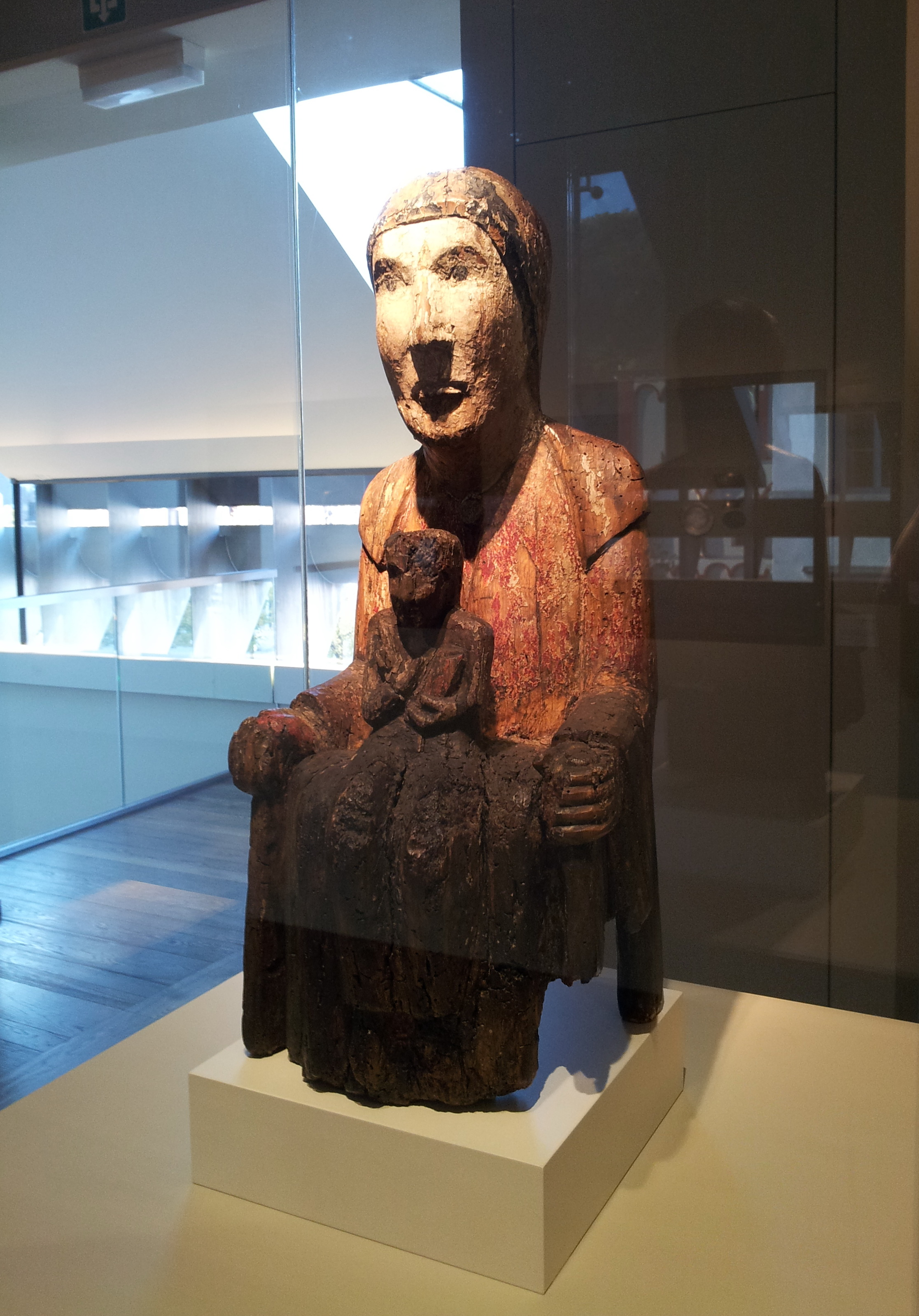
Sedes Sapientiae (Évegnée, ca. 1160-'70)
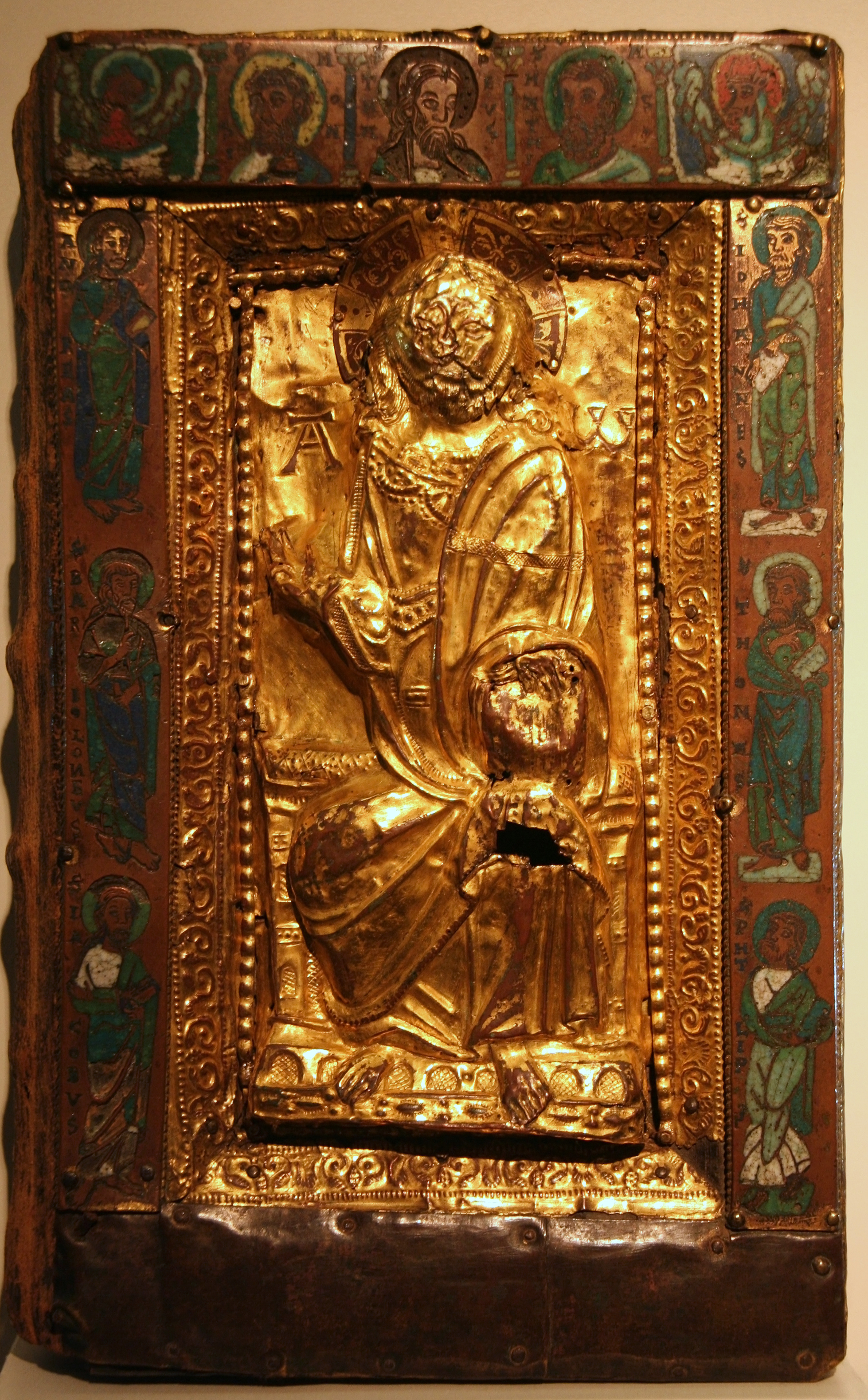
Evangelarium van Arenberg (12e eeuw)

### Gotische kunst
Het Grand Curtius bezit een belangrijke collectie gotische en laatgotische beelden en reliëfs. Noemenswaardig zijn de romano-gotische beelden uit de 13e eeuw, een onbekende heilige paus uit begin 14e eeuw, een meer dan levensgrote Madonna met Kind uit eind 14e eeuw, een Ioannes in Disco (het hoofd van Johannes de Doper in een schaal) van Jan van Steffeswert uit 1508 en diverse Zuid-Nederlandse retabelfragmenten uit de 15e en 16e eeuw. Door toedoen van de historicus en schilder Jules Helbig beschikt het museum tevens over enkele schilderijen van Vlaamse Primitieven, onder andere een interieur met Madonna met Kind en Maria Magadalena van een anonieme schilder uit omstreeks 1475, en het zogenaamde Palude-diptiek uit circa 1490, met onder andere de Geboorte van Jezus en de Moord op Sint-Lambertus, dat sinds kort wordt toegeschreven aan Jan van Brussel. Een ander belangrijk werk uit deze periode is een tekening van een Madonna met Kind in een kerkinterieur, uit de omgeving van Jan van Eyck.

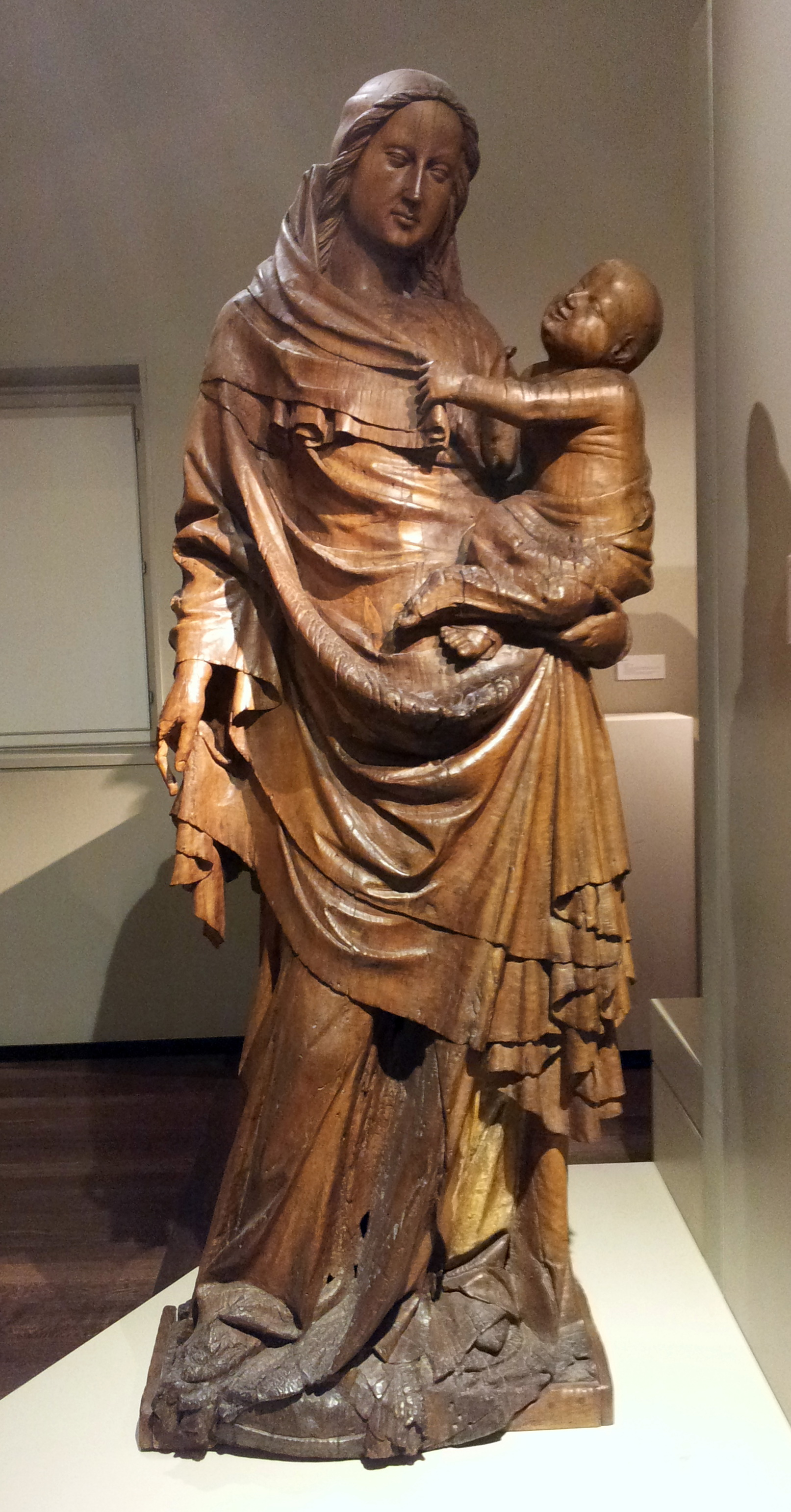
Madonna met Kind (ca. 1400)
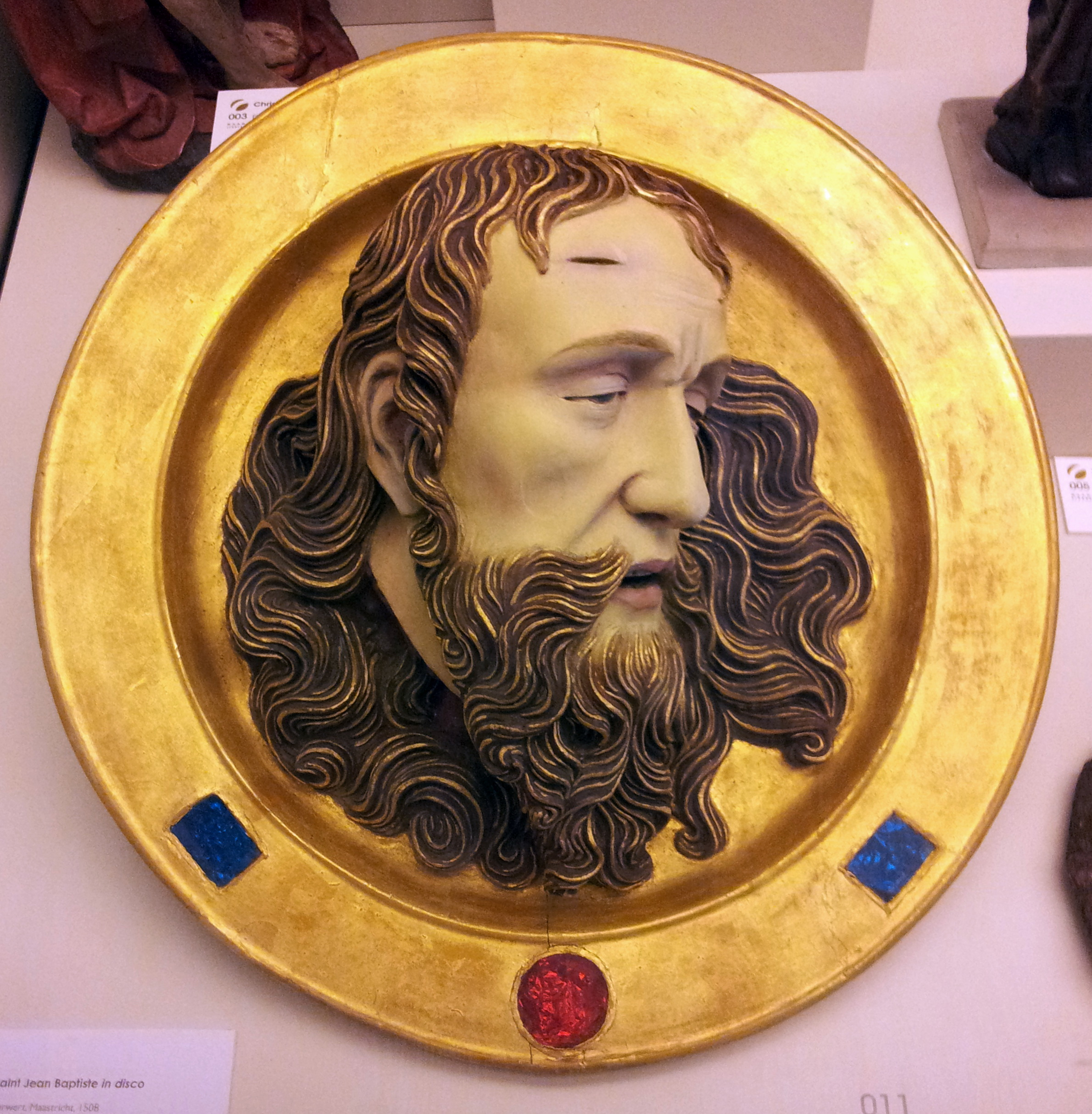
Ioannes in Disco (Jan van Steffeswert, 1508)
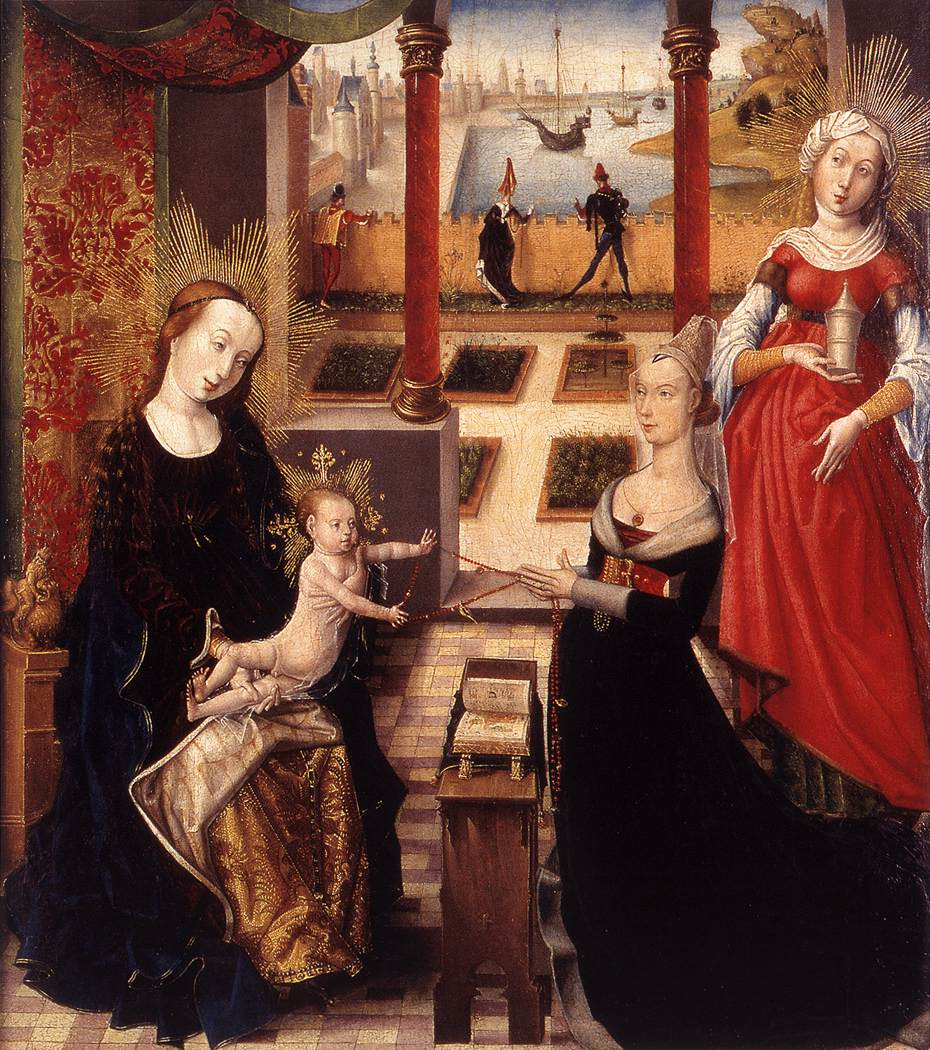
Madonna met Kind en Maria Magdalena (ca. 1475)
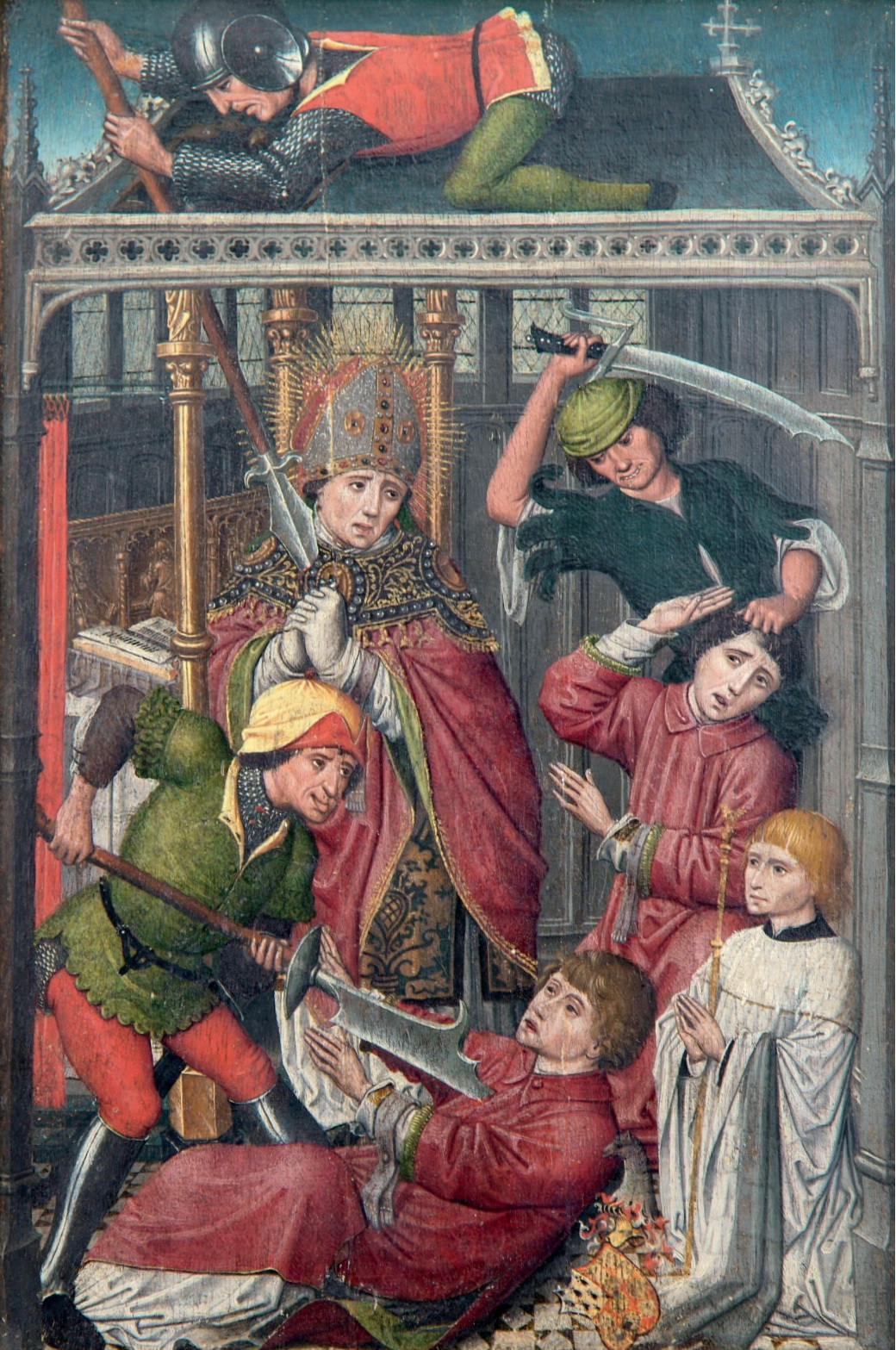
Detail Palude-diptiek (Jan van Brussel?, ca. 1490)

### Luikse renaissance
Luik beleefde onder het bewind van prins-bisschop Everhard van der Marck een bloeiperiode, de Luikse renaissance, waarin onder andere het Paleis van de Prins-bisschoppen (Arnold van Mulken, na 1526), het Hôtel de Cortenbach (omstreeks 1540) en, iets later, het portaal van de Sint-Jacobskerk (Lambert Lombard, 1558) tot stand kwamen. Laatstgenoemde was naast bouwmeester ook schilder. Hij schilderde onder meer een achttal klassieke landschappen en interieurs met 'de deugdzame vrouwen' voor de abdij van Herkenrode in Hasselt, waarvan het Grand Curtius er vier bezit. Daarnaast bezit het museum een aantal renaissance-sculpturen van zwart marmer uit Theux en een kostbare gildehalsketting uit 1525-'30.

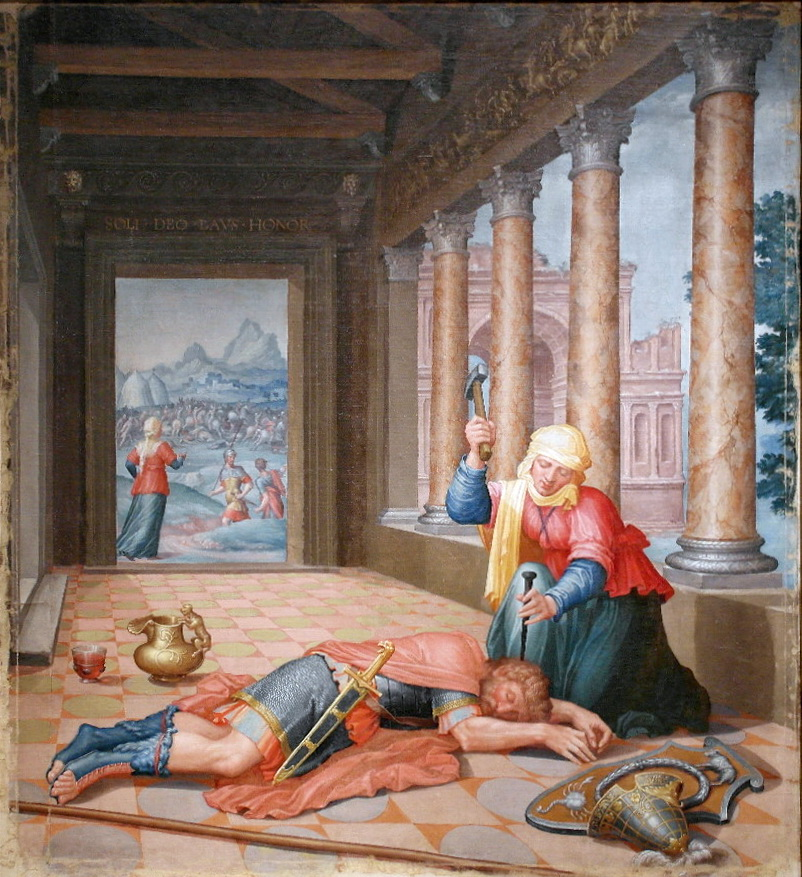
Jaël en Sisera (Lambert Lombard, ca. 1530)
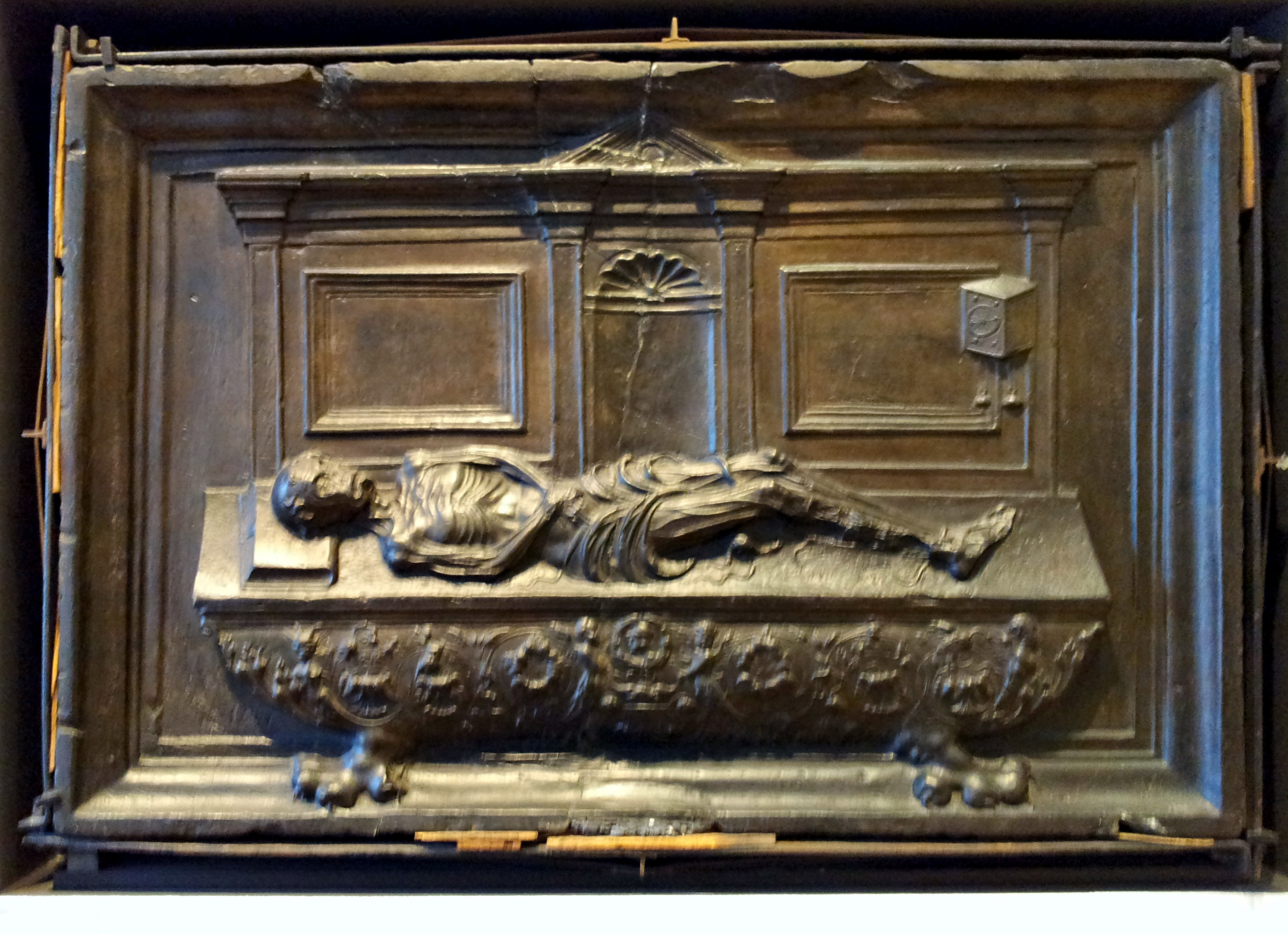
Epitaaf met ontbindend lijk (St-Ursulakerk, 1537)
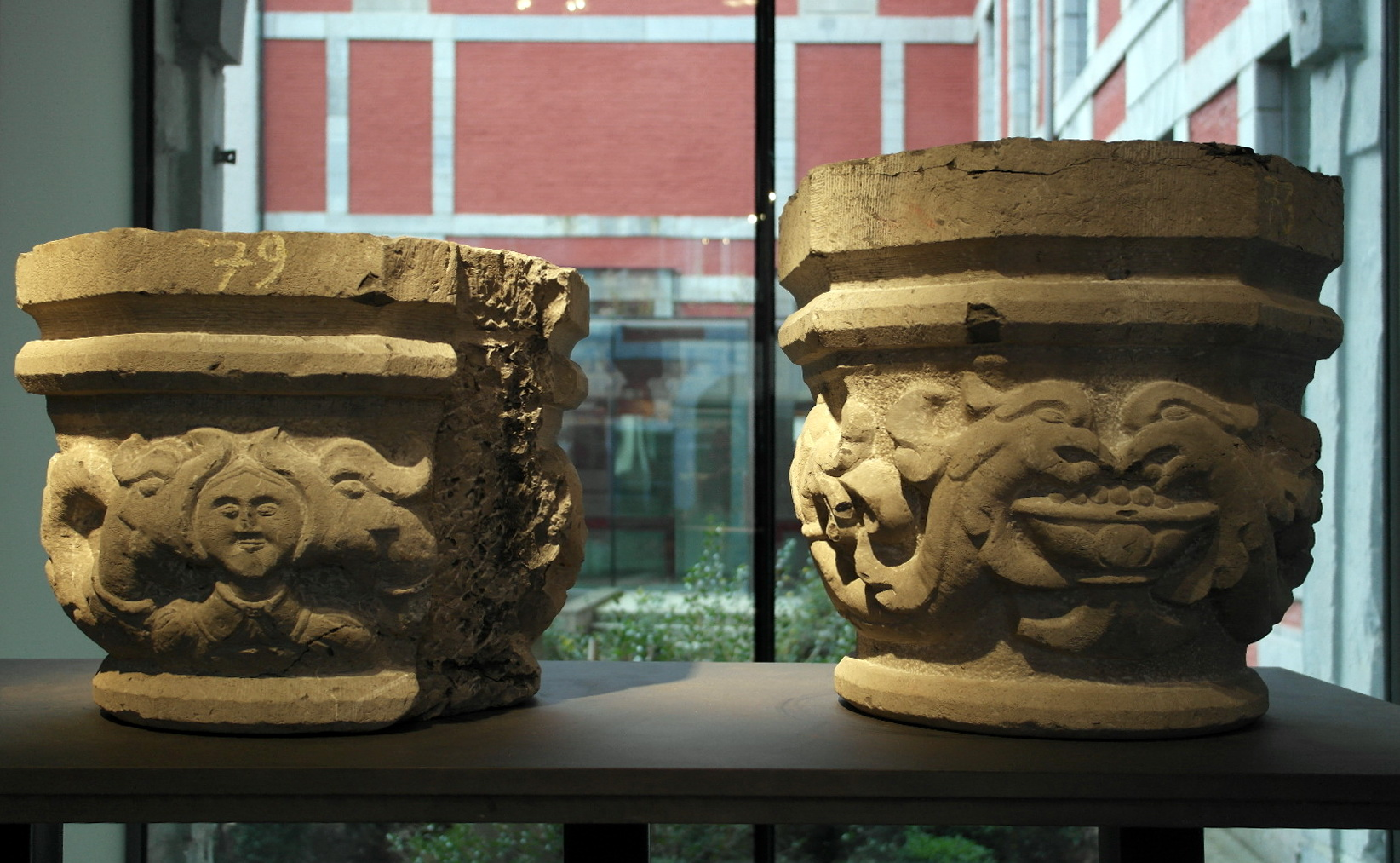
Renaissance kapitelen (Hôtel de Cortenbach, ca. 1540)
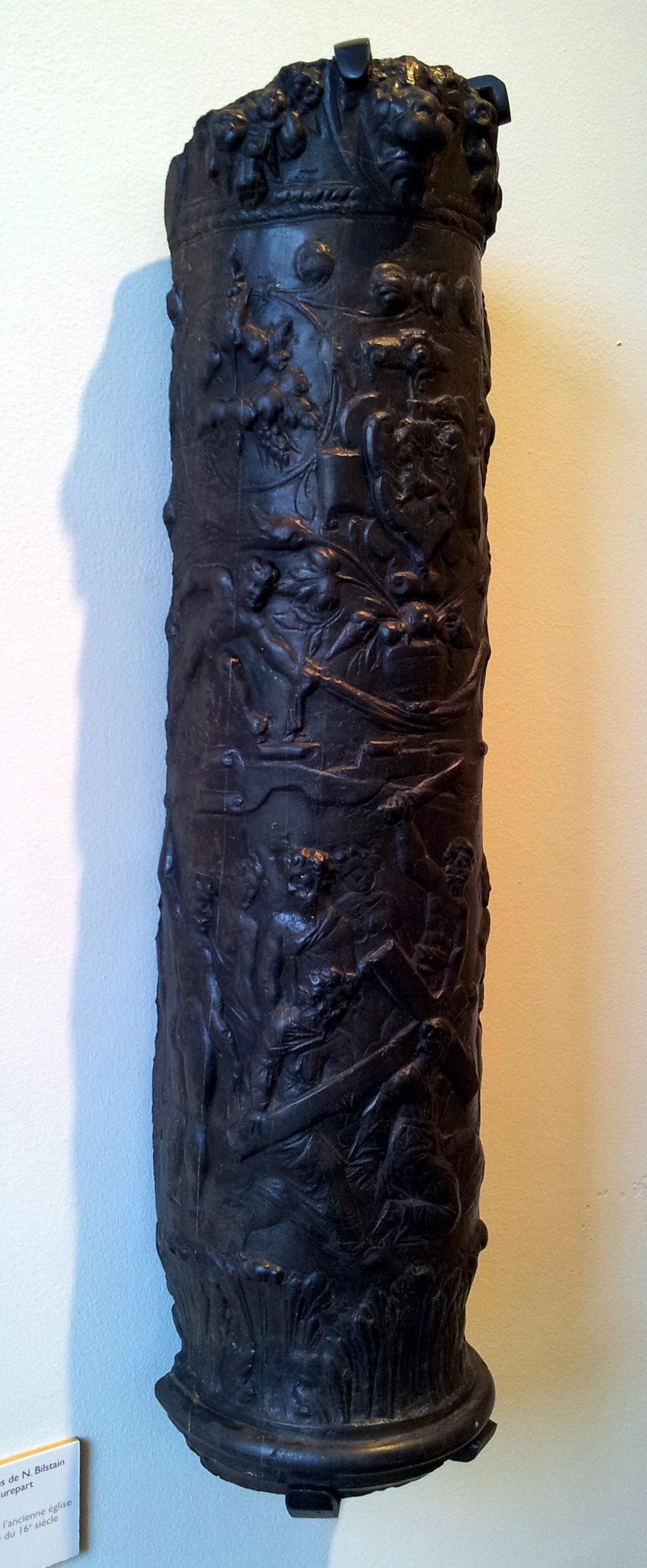
Gebeeldhouwde zuil (abdij van Beaurepart, ca. 1560)

### Luikse barok
De Luikse barok neemt een tussenpositie in tussen de zwierige Franse barok en het strengere Hollands classicisme. Het museum bezit een groot aantal beelden en studies van Jean Del Cour, de 'Luikse Bernini', en diens tijdgenoot Arnold de Hontoire. Van de Luikse schilders die in het museum vertegenwoordigd zijn kunnen genoemd worden Englebert Fisen, Jean-Baptiste Coclers, Jean-Guillaume Carlier, Léonard Defrance en Paul-Joseph Delcloche.

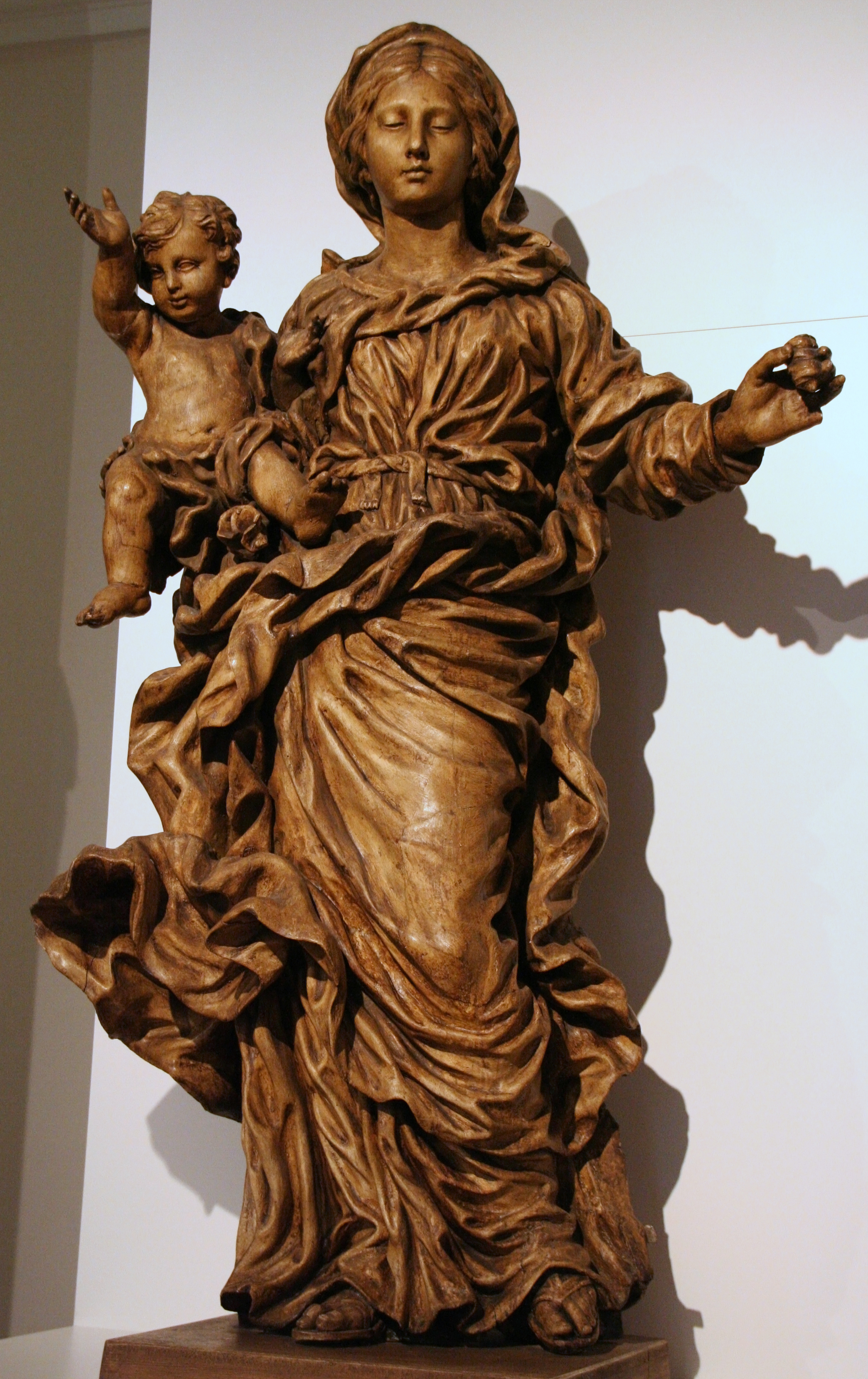
Madonna met Kind (Jean Del Cour, 1693)
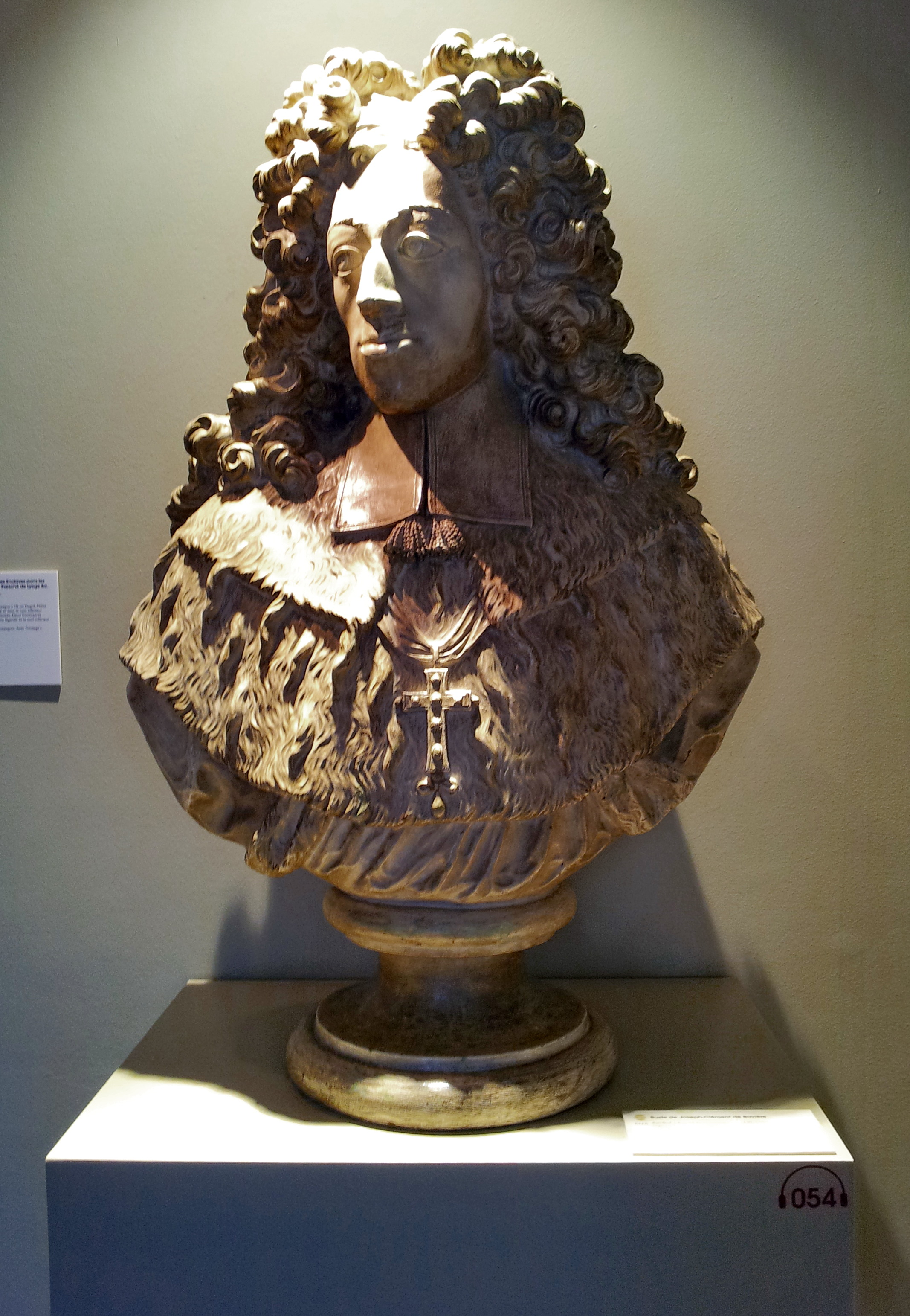
Portretbuste (Arnold de Hontoire, ca. 1700)
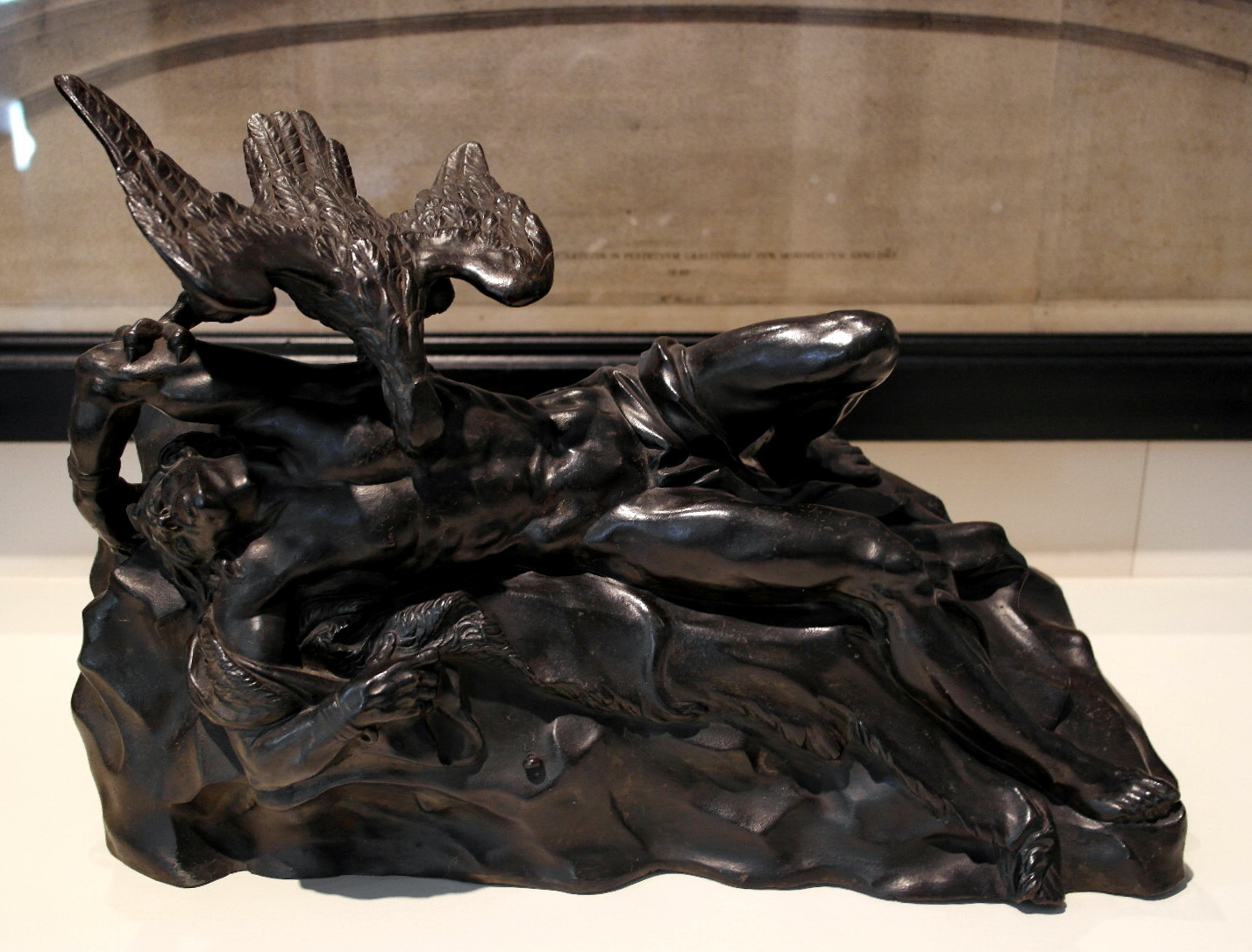
Geketende Prometheus (Guillaume Évrard, ca. 1790)
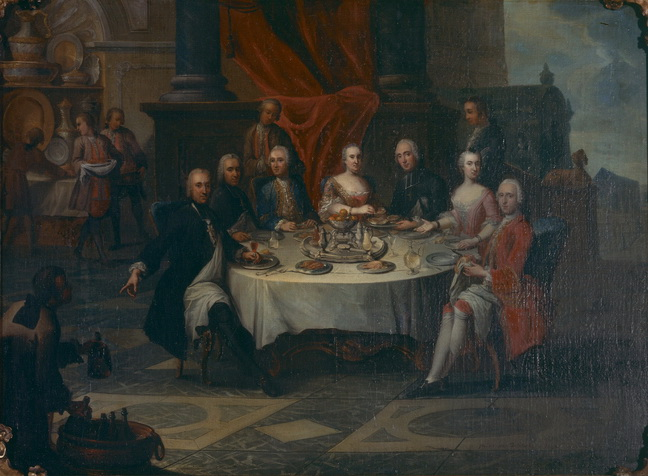
Paul-Joseph Delcloche, Familie Horion (1749)

### Collectie meubels
De Luikse meubelkunst bereikte haar hoogtepunt in de tweede helft van de 18e eeuw met de perfectionering van het Luiks-Akense meubel. Ondanks een zeer uitgebreide verzameling, kan het Grand Curtius wegens ruimtegebrek slechts een beperkt overzicht bieden van deze bloeiperiode (bijvoorbeeld in vergelijking met het nabije Ansembourg Museum). De meubels uit de diverse stijlperioden vanaf de 15e eeuw staan opgesteld in stijlkamers.

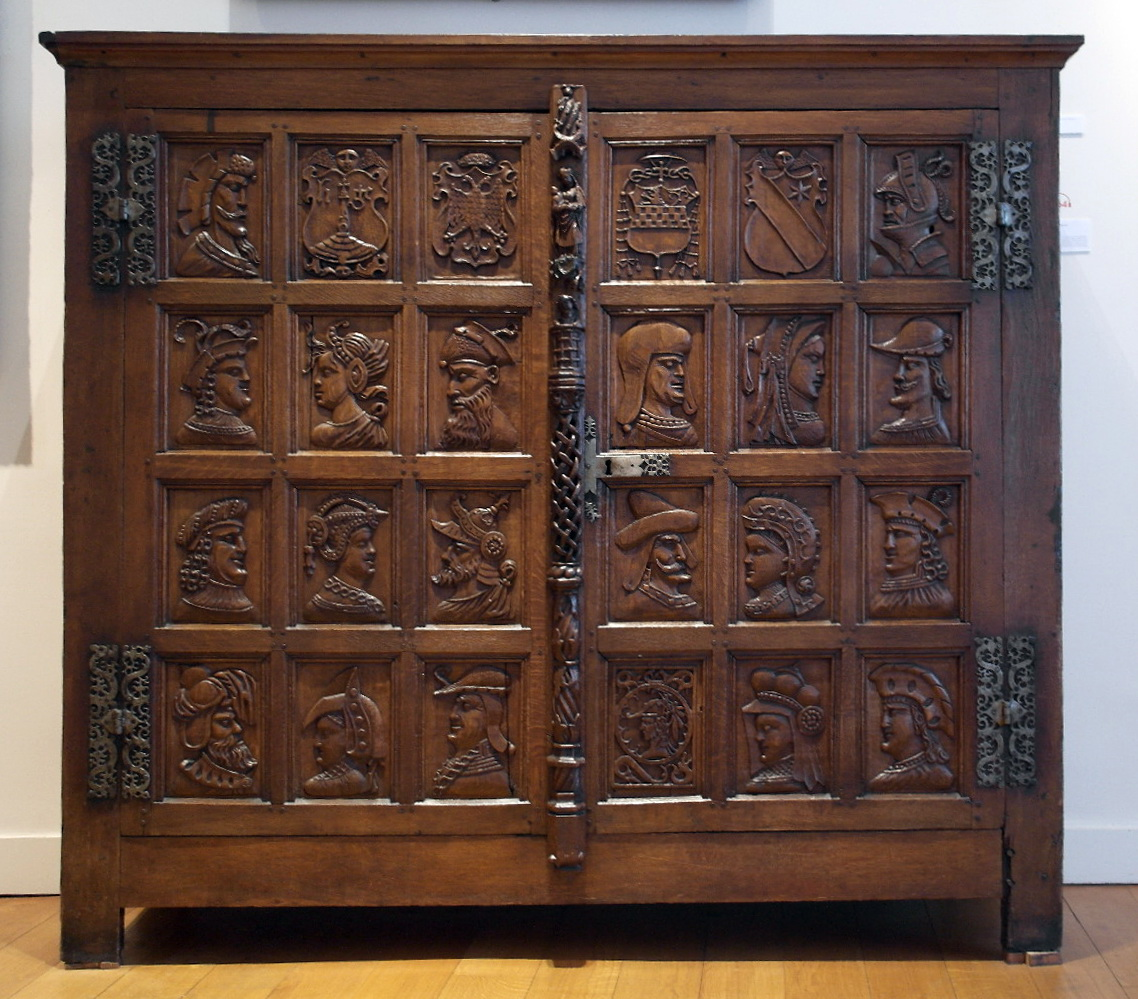
Renaissancekast (ca. 1530)
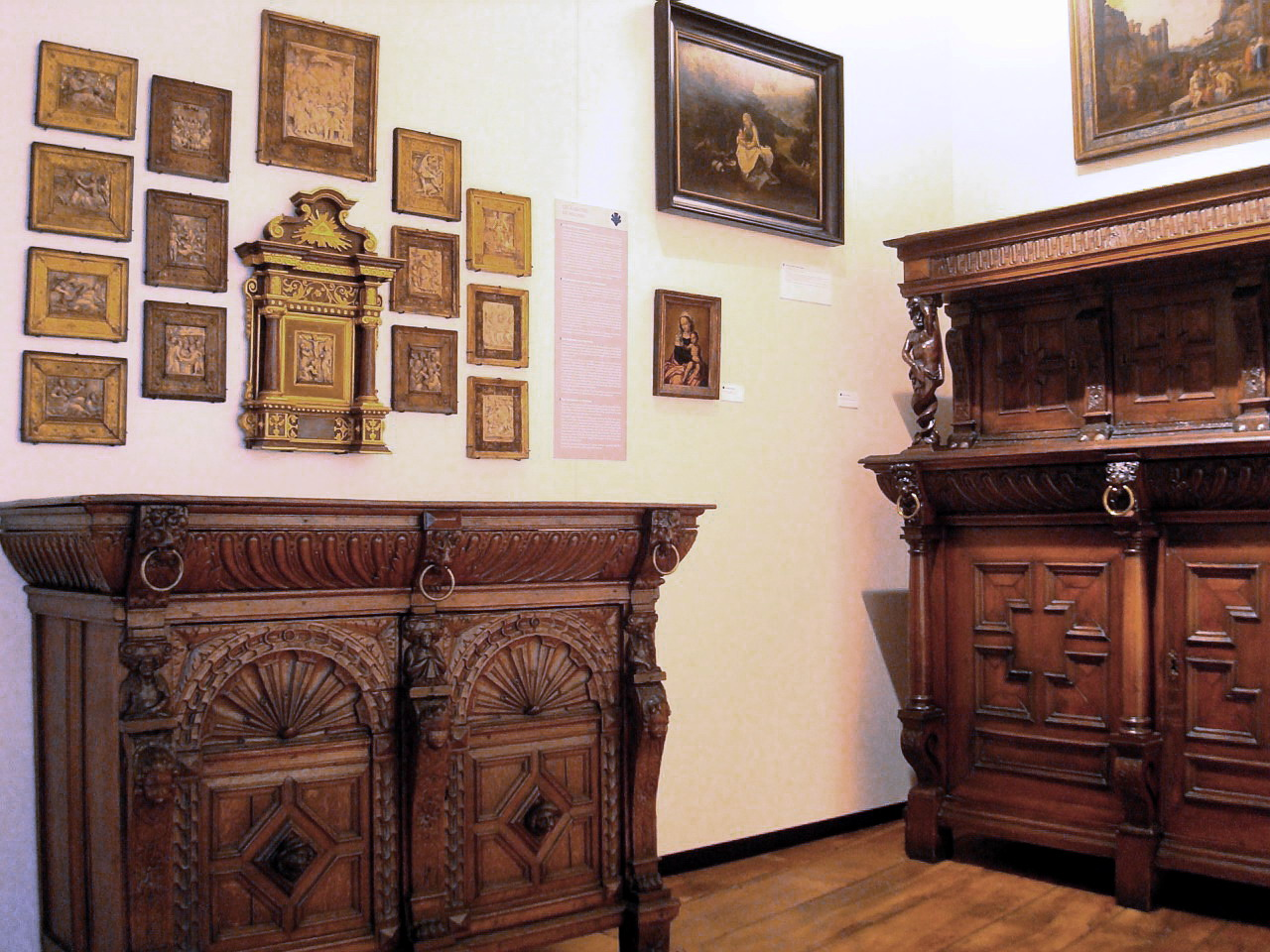
Stijlkamer (17e eeuw)
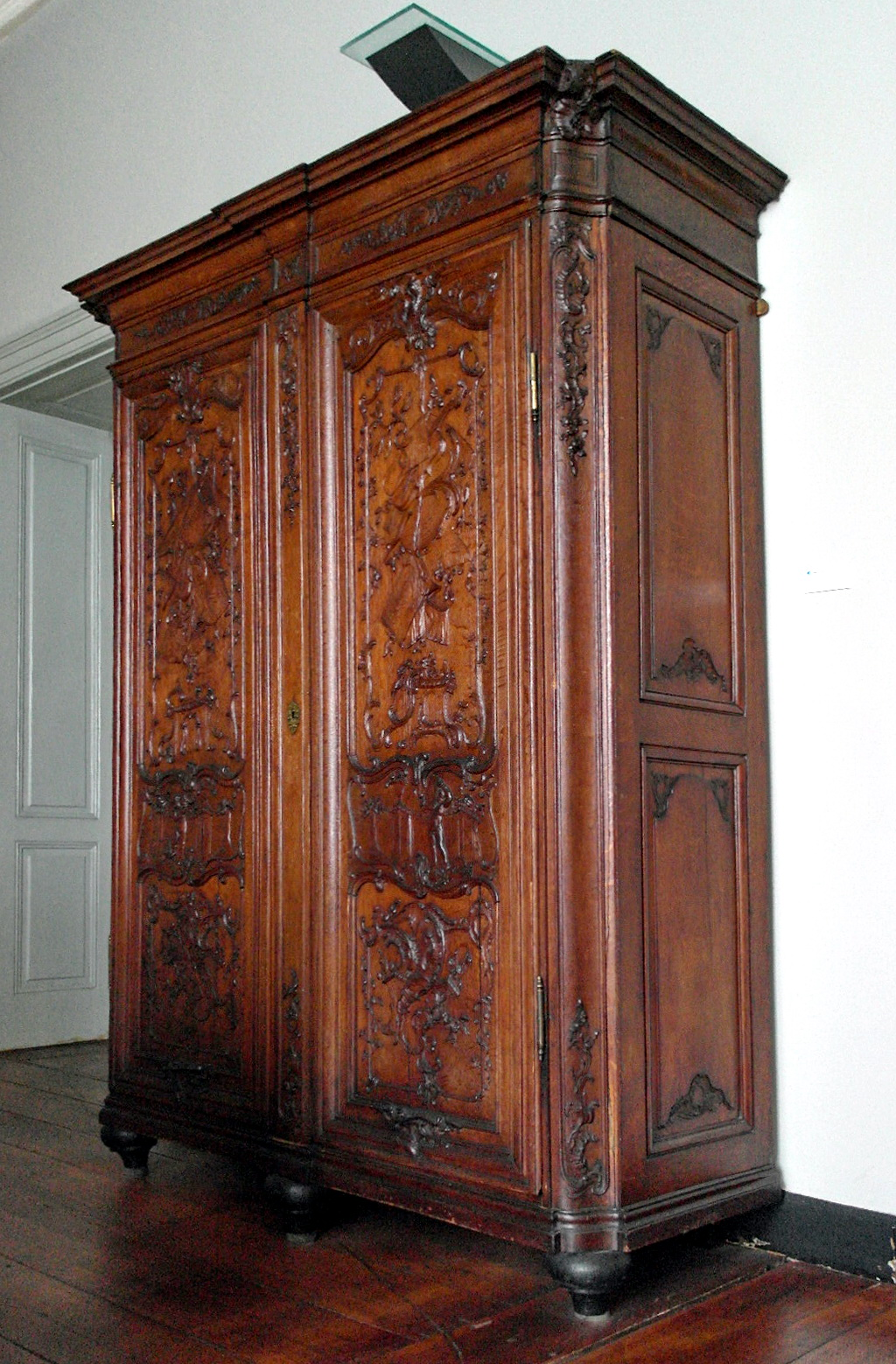
Luikse kast (18e eeuw)
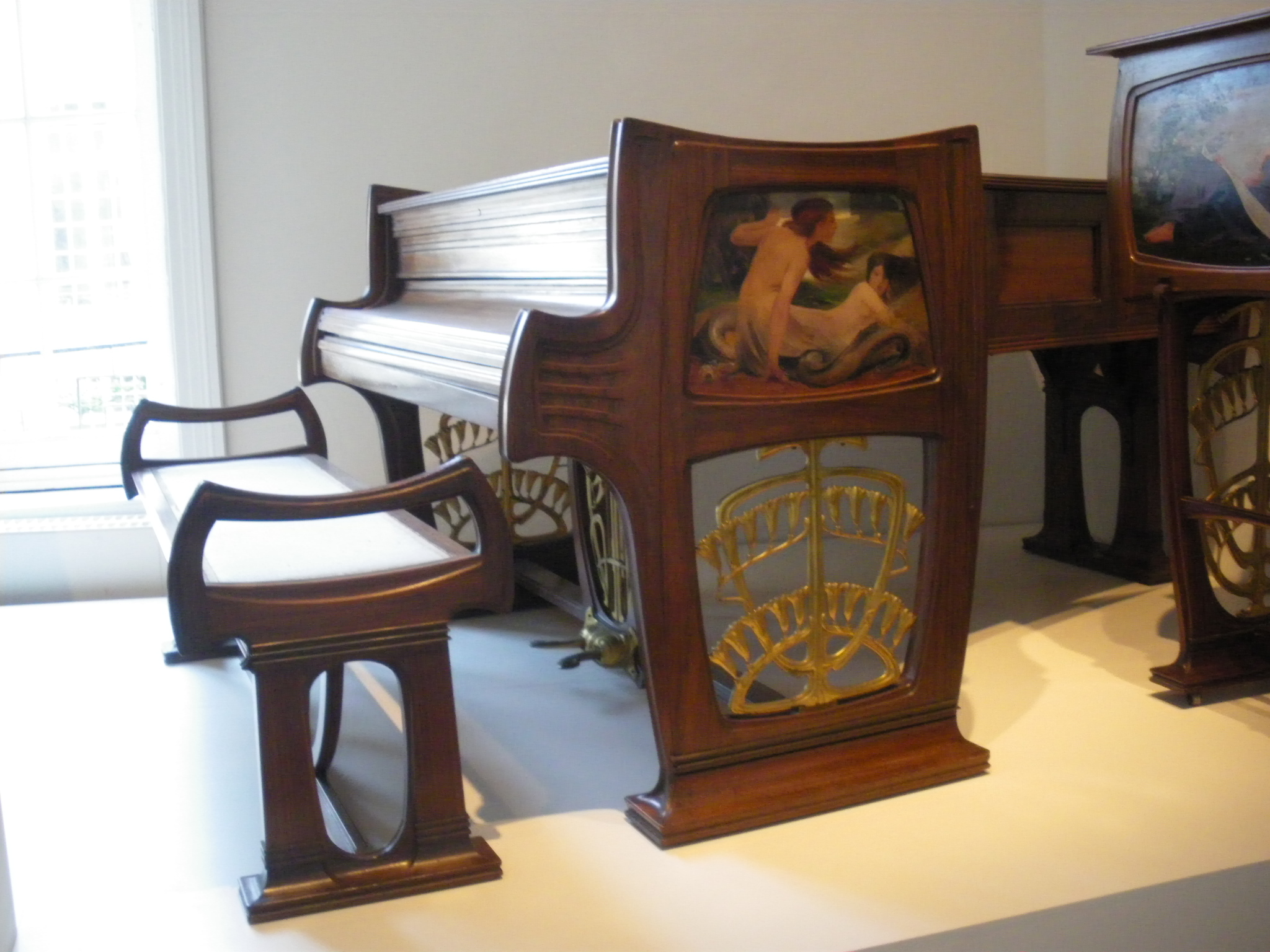
Art-nouveau-ensemble (1902)

### Collectie Duesberg
De in 2007 verworven collectie Duesberg met Franse klokken, glas- en serviesgoed (onder andere Sèvres-porselein) uit de periode 1775-1825 is van hoge kwaliteit en komt in het Empire-interieur van het Hôtel de Hayme de Bomal op een bijzondere manier tot zijn recht. Een ander deel van de collectie van het echtpaar Duesberg bevindt zich in het Museum François Duesberg in Mons. Naast de collectie Duesberg bezit het Grand Curtius een omvangrijke eigen collectie porseleinen beeldjes, serviesgoed en tafelzilver, voornamelijk uit de 18e en 19e eeuw, waarvan slechts een klein deel wordt tentoongesteld.

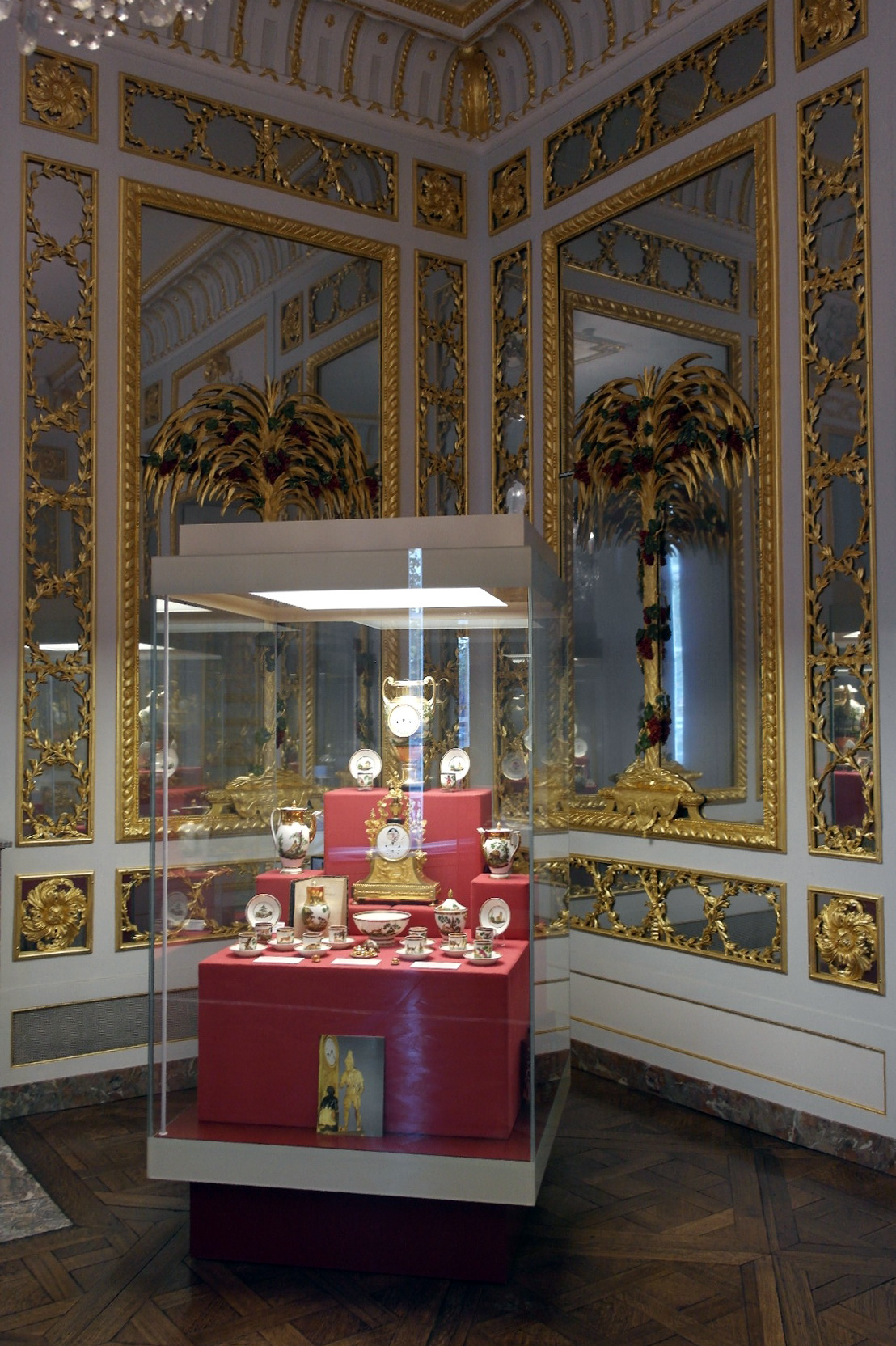
Vitrine Hôtel de Hayme de Bomal
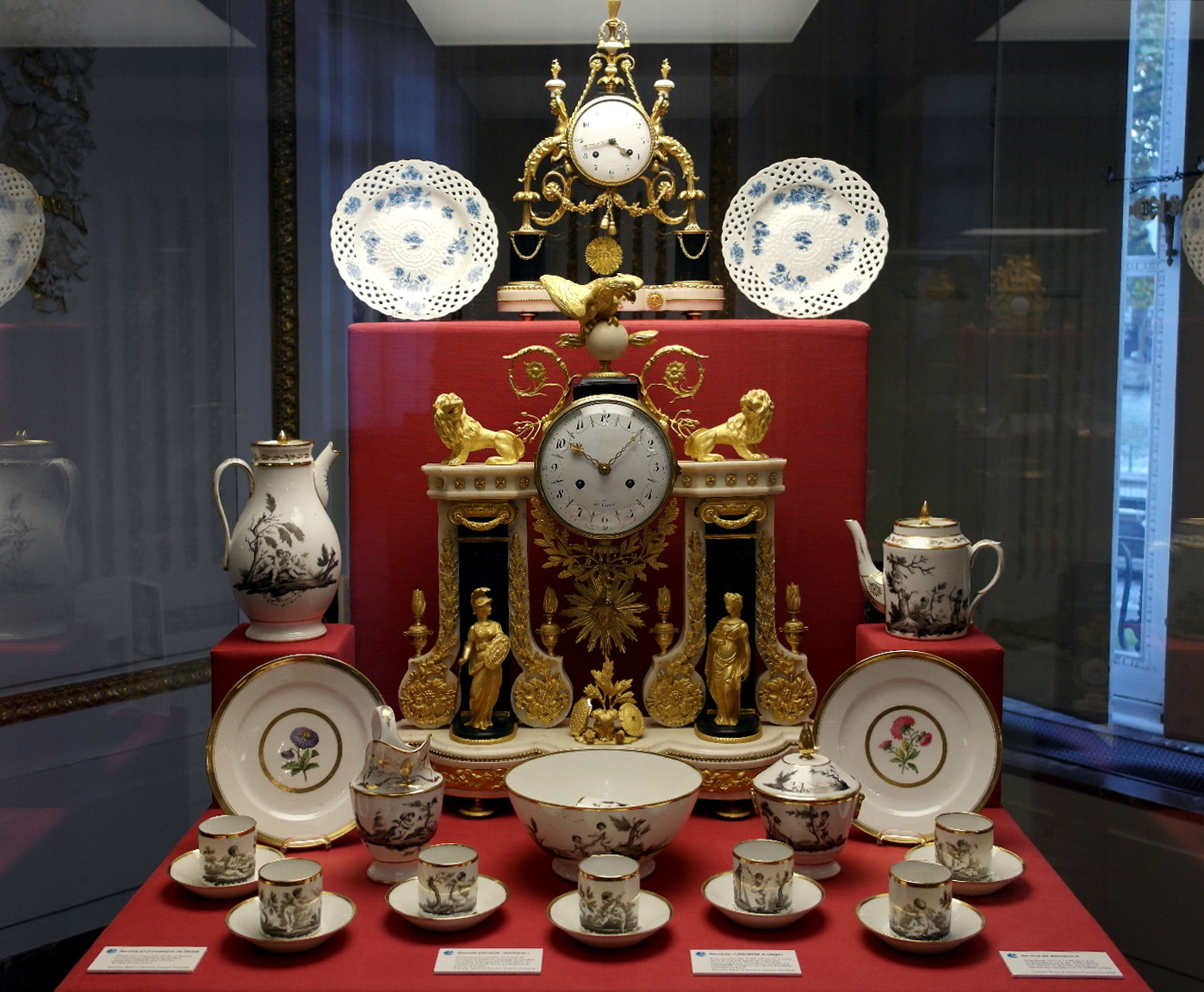
Napoleontisch tijdperk (Empirestijl)
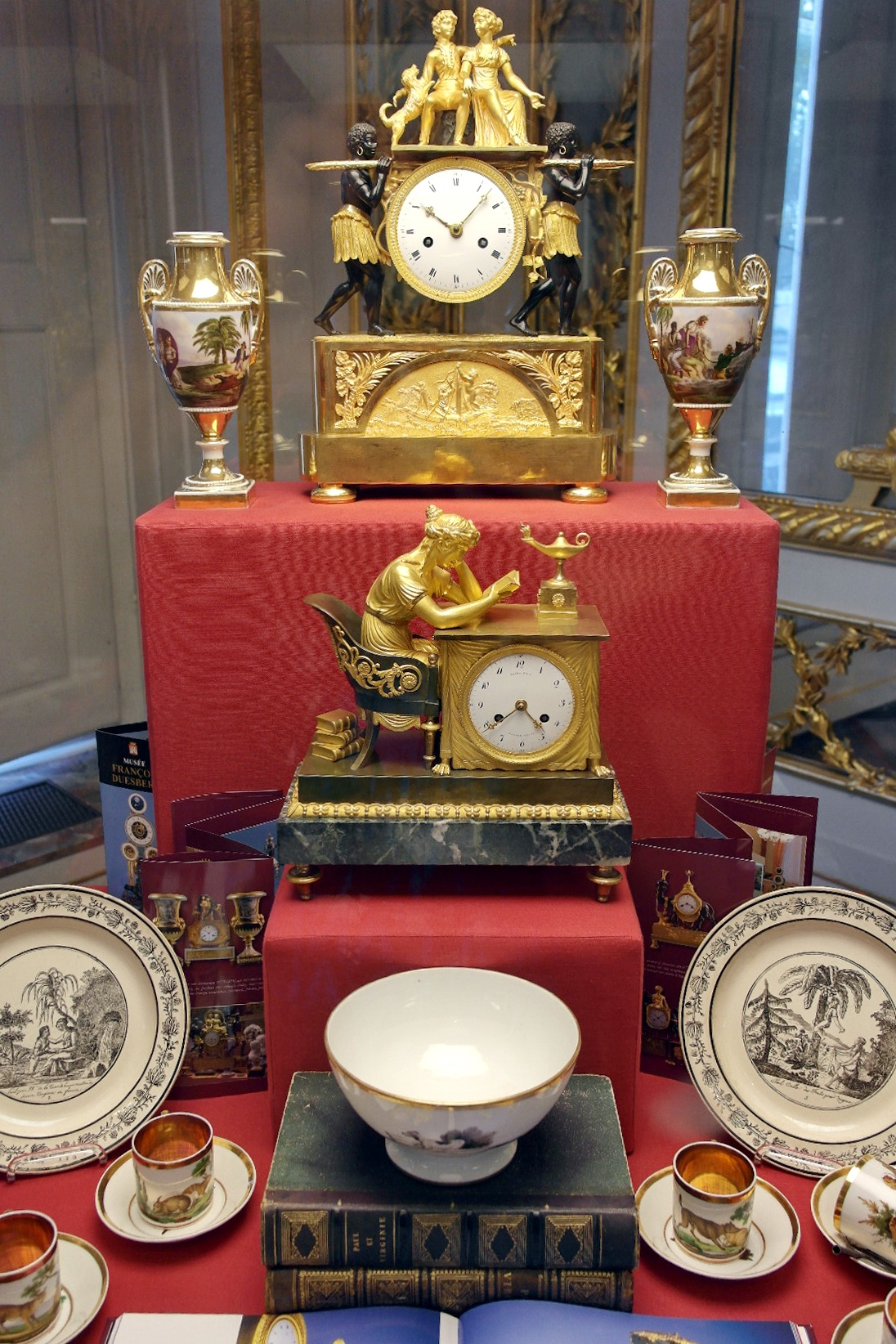
Napoleontisch tijdperk (Consulaat)
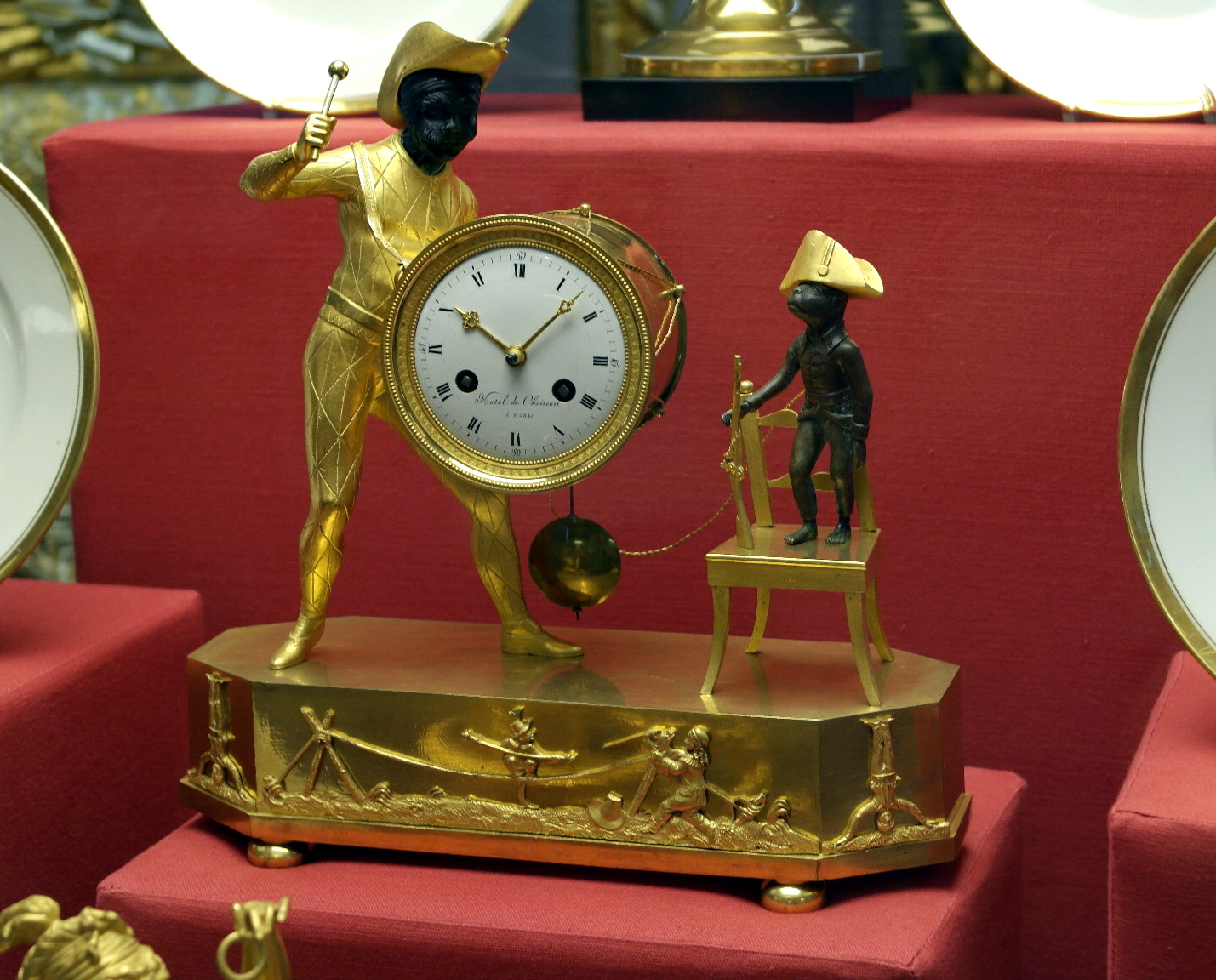
Penduleklok met harlekijn en aap

### Kerkelijk zilver
In de bisschopsstad Luik met haar grote aantal kerken en kloosters was veel vraag naar liturgisch vaatwerk, kandelaars, reliekhouders en andere voorwerpen van edelmetaal voor de katholieke eredienst. Luikse zilversmeden (evenals Tongerse, Maastrichtse en Akense) bereikten met name in de 18e eeuw een hoog niveau. De collectie kerkelijk zilver van het Grand Curtius is te vinden op de bovenverdieping van het Hôtel de Hayme de Bomal. Indrukwekkend is een ensemble zilveren beelden uit het derde kwart van de 18e eeuw, dat als altaarversiering dienstdeed in de barokke Sint-Augustinuskapel van het Beiers Hospitaal (Hôpital de Bavière).

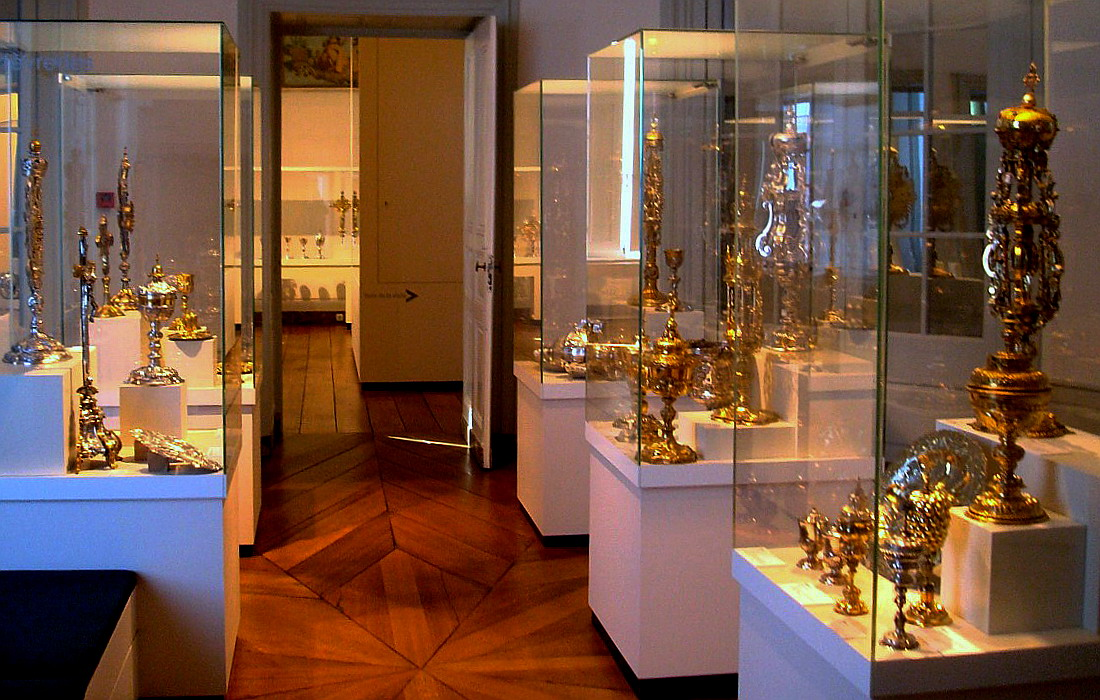
Vitrines Hôtel de Hayme de Bomal
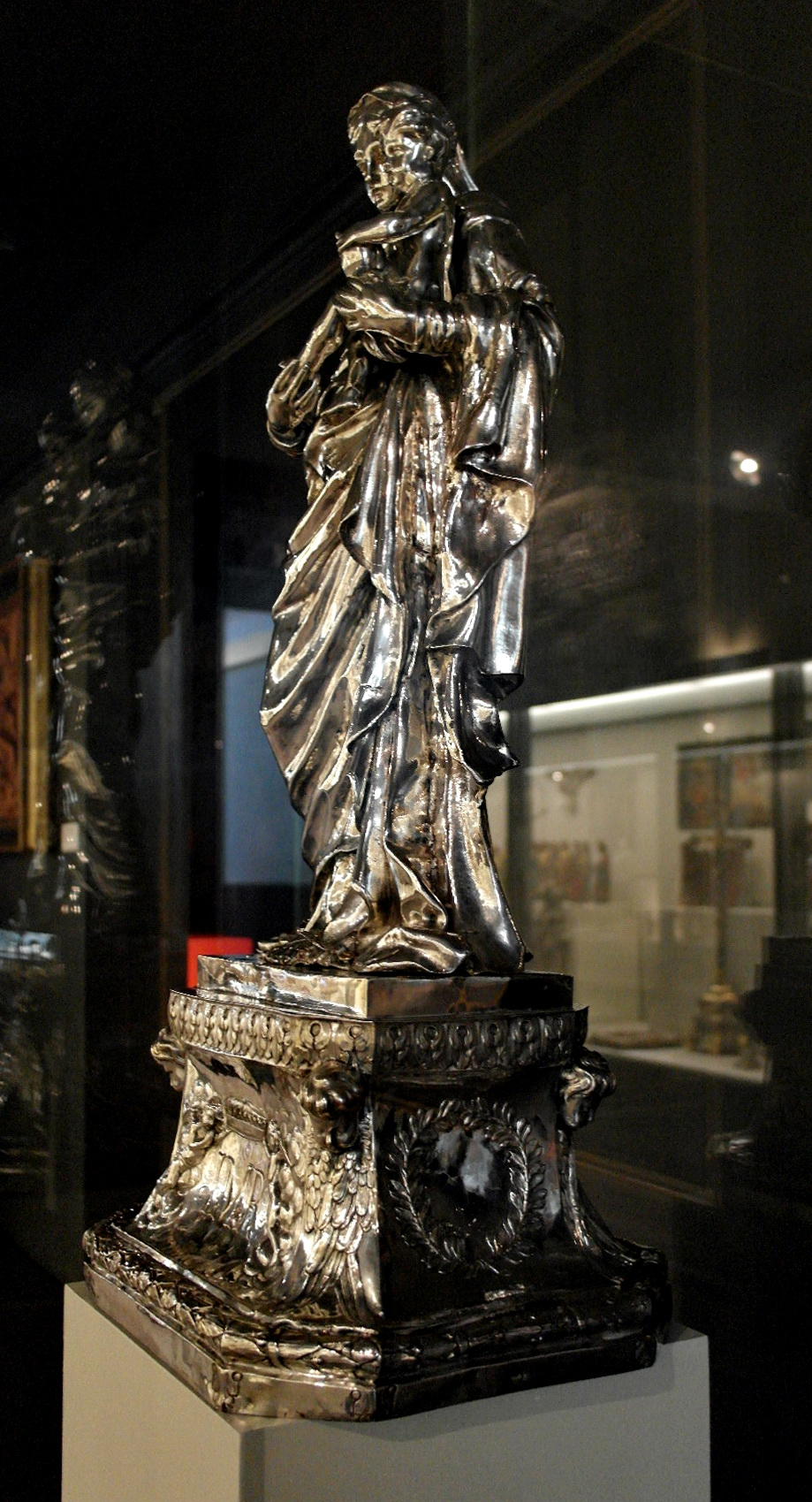
Zilveren Mariabeeld (Luik, 1670)
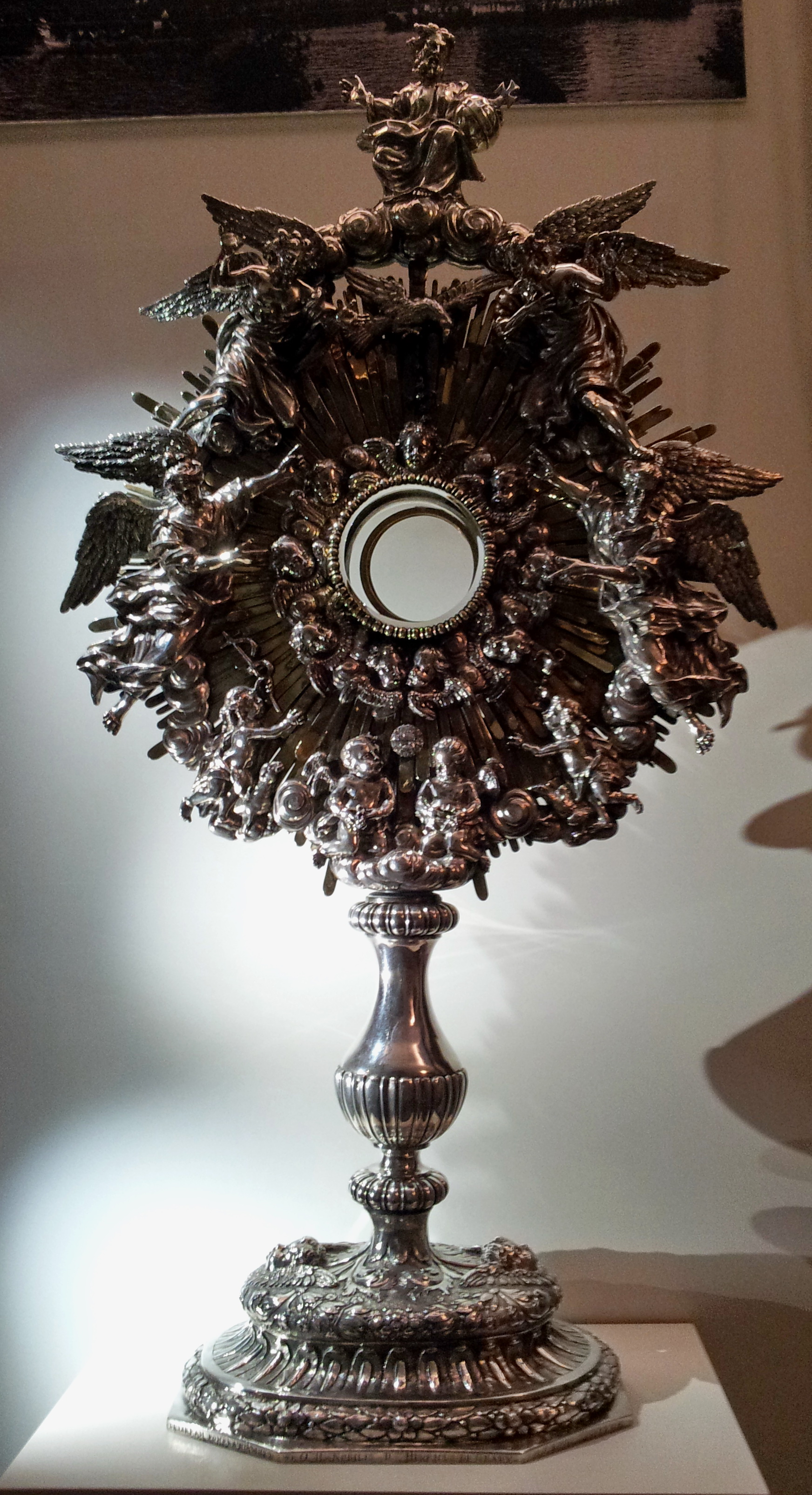
Monstrans (Ch. de Hontoir, 1722)
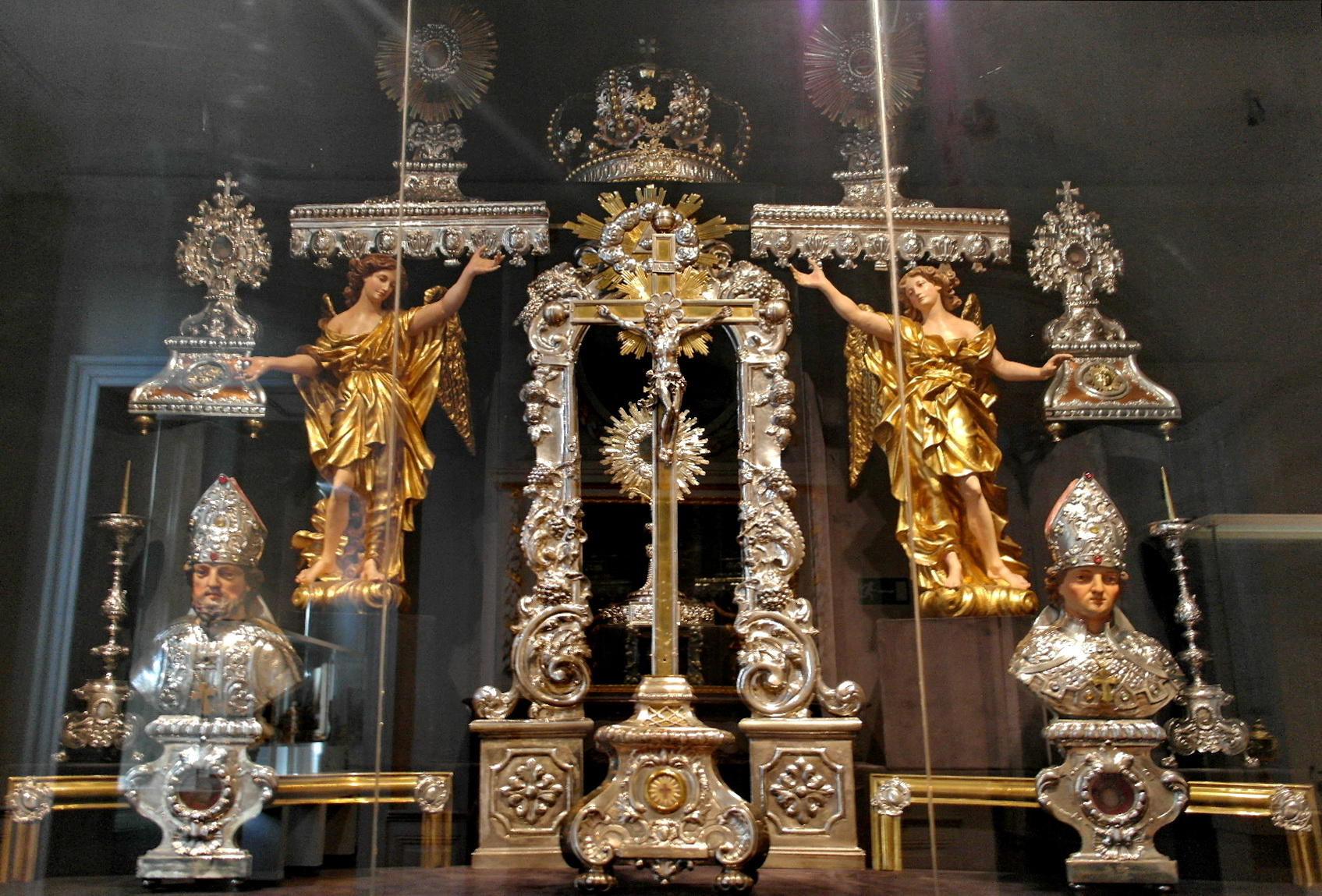
Barokke altaarversiering (Luik, 1766-'76)

### Glascollectie
In de 17e en 18e eeuw vond in Luik al op vrij grote schaal plaats glasfabricage plaats. De glasafdeling van het Grand Curtius, bestaande uit ongeveer 10.000 objecten, geeft een overzicht van de vervaardiging en bewerking van glazen voorwerpen vanaf de oudheid tot heden met een sterke nadruk op de regio Luik. De kern van de collectie wordt gevormd door de verzameling Baar, die in 1952 door het Musée Curtius werd aangekocht en in 1959 als Musée des Verres werd verzelfstandigd. Met name de glazen en kristallen gebruiks- en siervoorwerpen van Val-Saint-Lambert uit het vlak bij Luik gelegen Seraing zijn goed vertegenwoordigd. De collectie is gehuisvest op de begane grond en verdieping van het Hôtel Brahy en de Résidence Curtius.

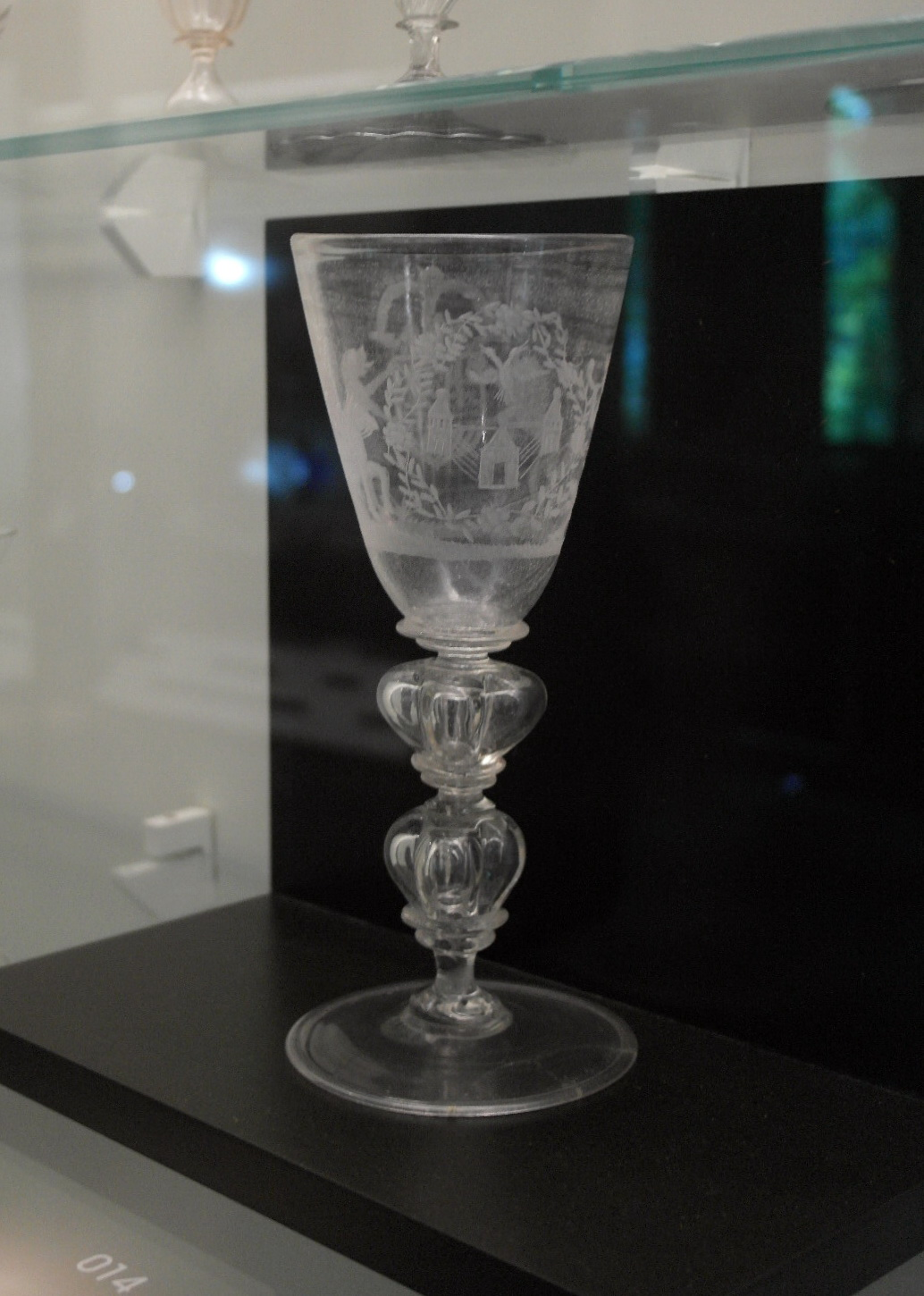
Gegraveerd glas (Verrerie Bonhomme, Luik, ca. 1654)
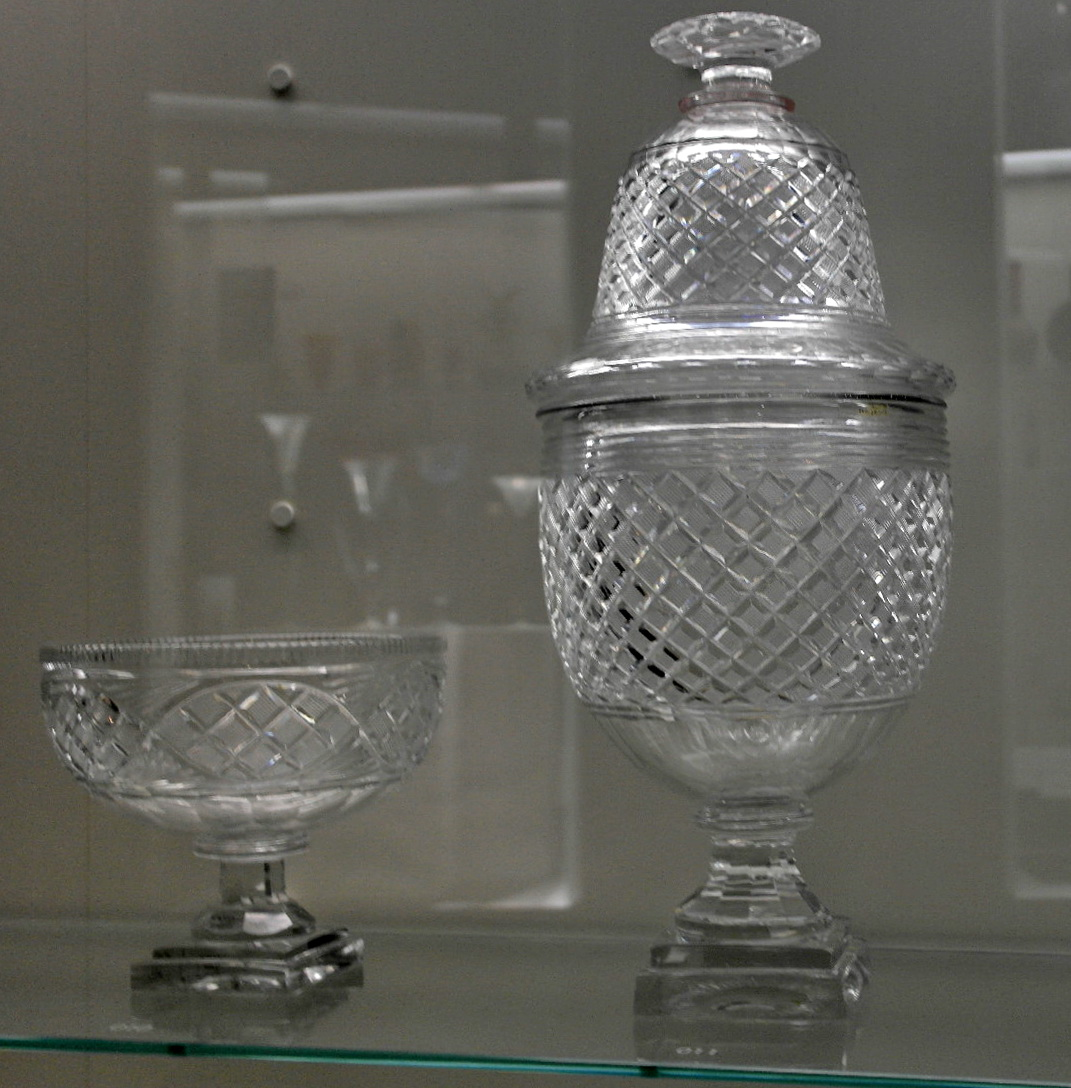
Kristallen bowl en vaas (Vonêche, 1820-'30)
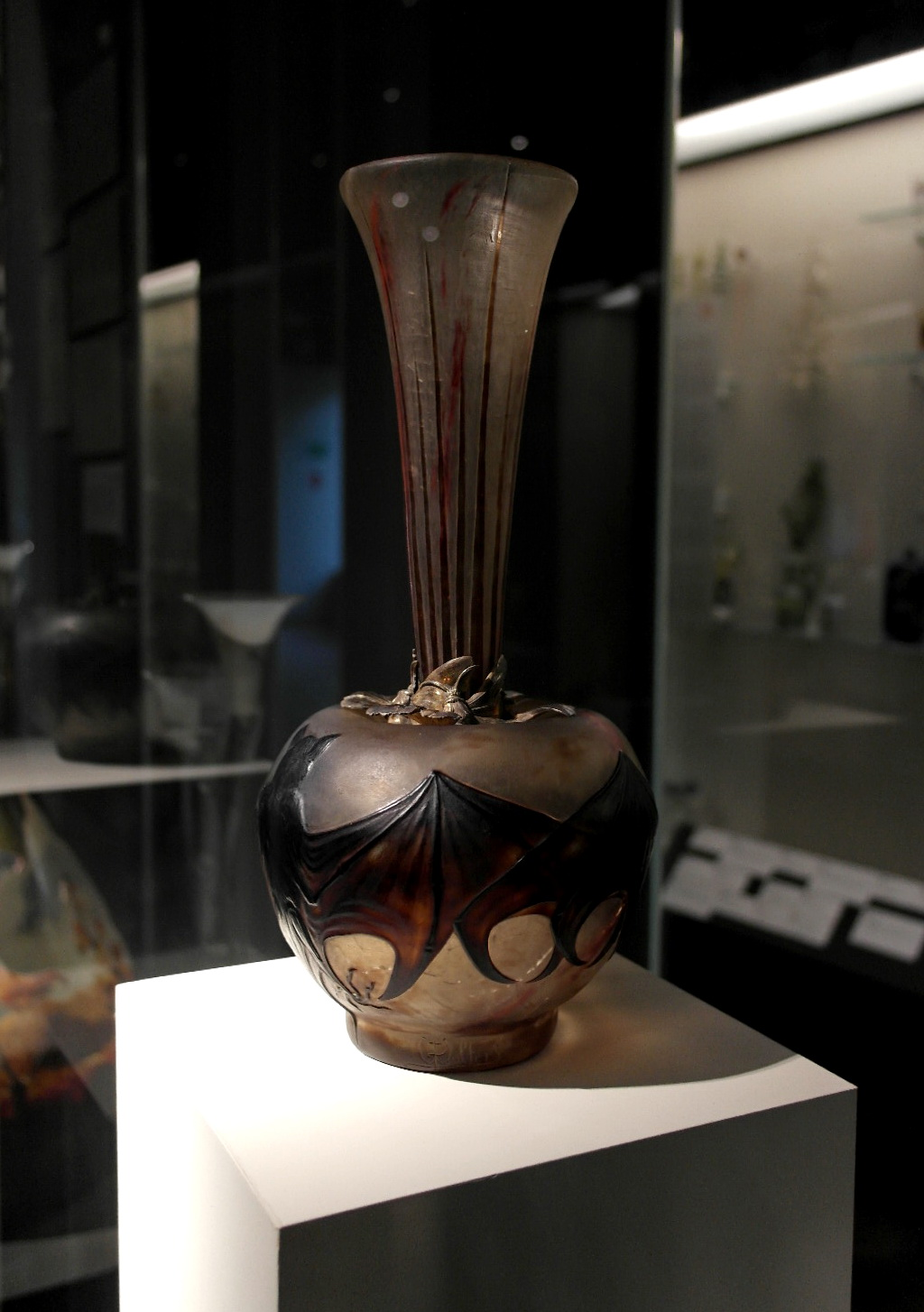
Art-nouveau-vaas (Ph. Wolfers, Val Saint-Lambert, 1901)
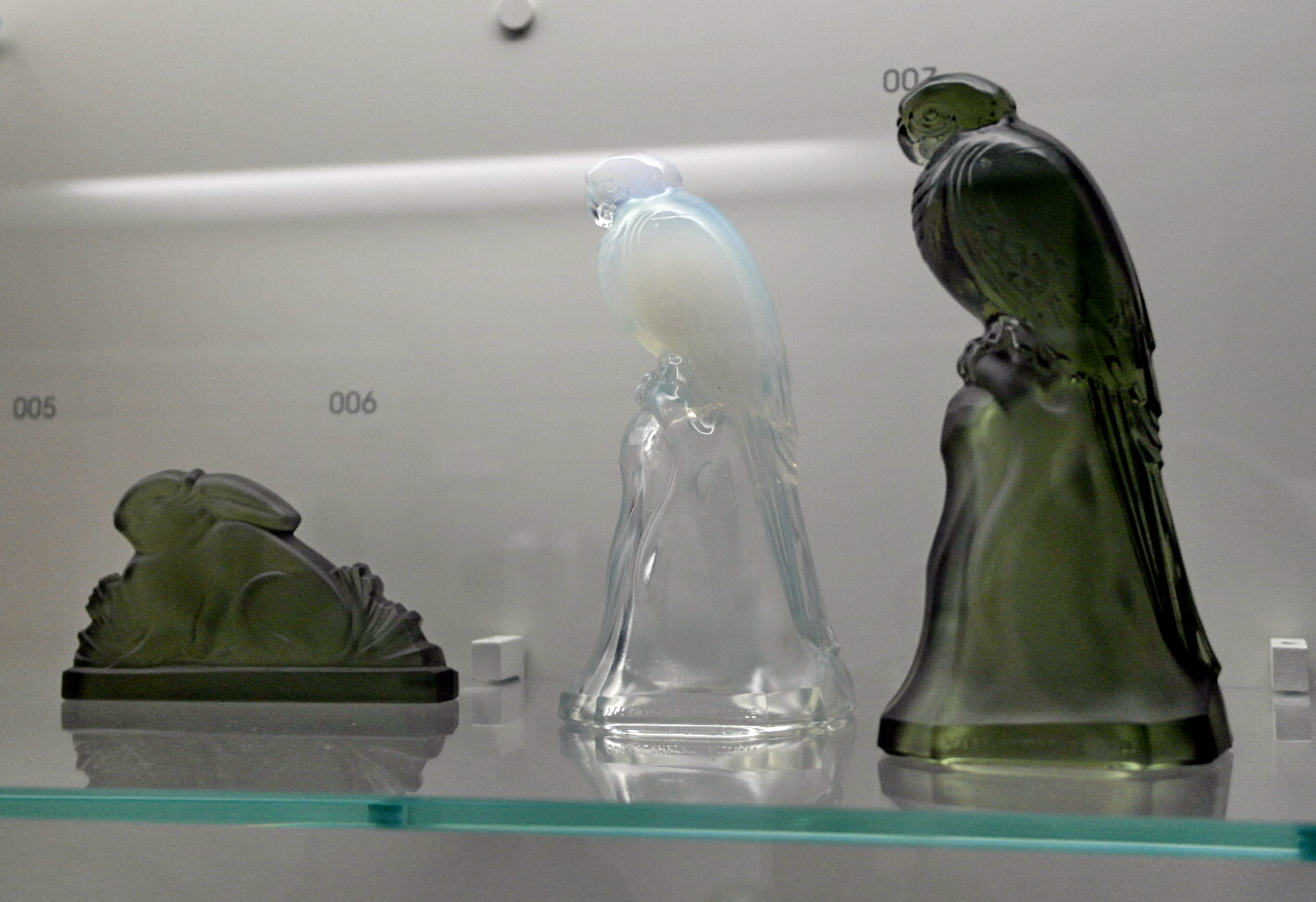
Konijn en papegaaien (Ch. Graffart, Val S.-L., 1932-'35)

### Wapencollectie
Luik was al in de 16e eeuw een belangrijk centrum van wapenfabricage. Zo was de oorspronkelijke eigenaar van het Hôtel Curtius, Jean de Corte, een wapenhandelaar die zaken deed in heel Europa. Het is dan ook niet vreemd dat het Musée des Armes een van de oudste musea in Luik is (1885). De collectie is ondergebracht in een vleugel van de Résidence Curtius en bestaat uit twee afdelingen: burgerwapens en militaire wapens. De nadruk in de verzameling ligt op producten van de Luikse wapenindustrie, met name de Fabrique Nationale de Herstal. Bijzonder is een vlag daterend uit de tijd van de Luikse Revolutie (1789).

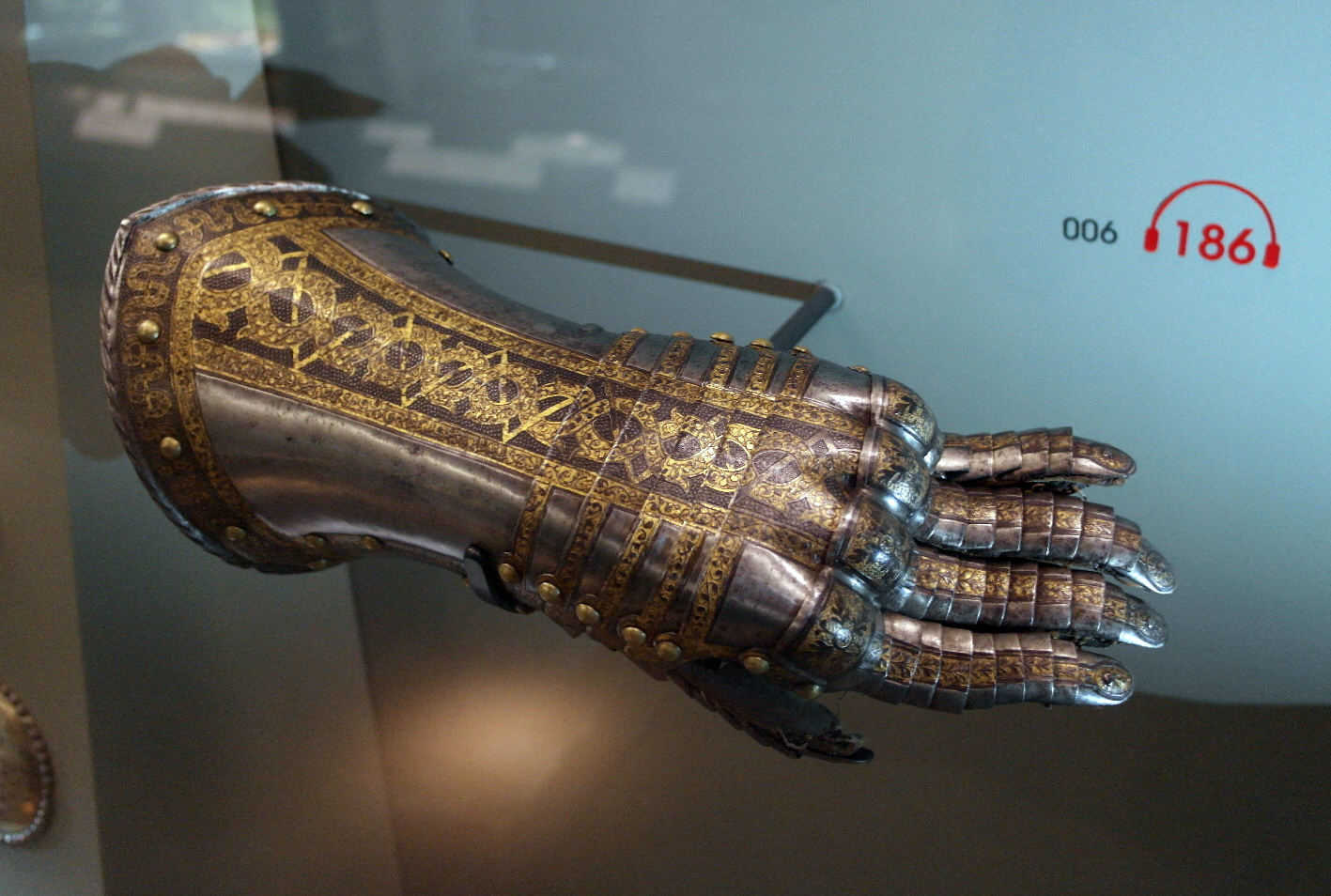
Gepantserde handschoen (Greenwich, ca. 1585)
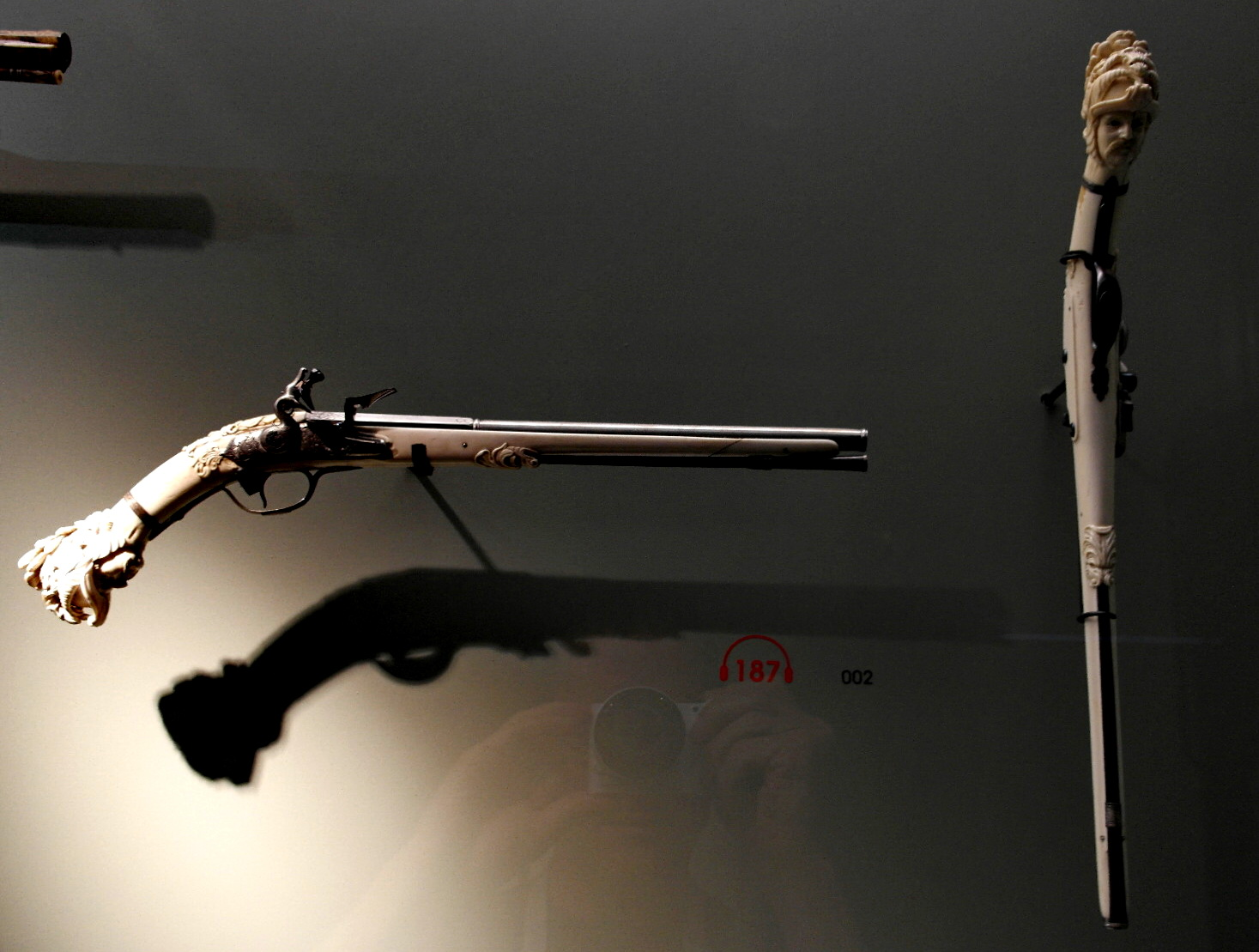
Pistolen met ivoren kolf (Maastricht, ca. 1665)
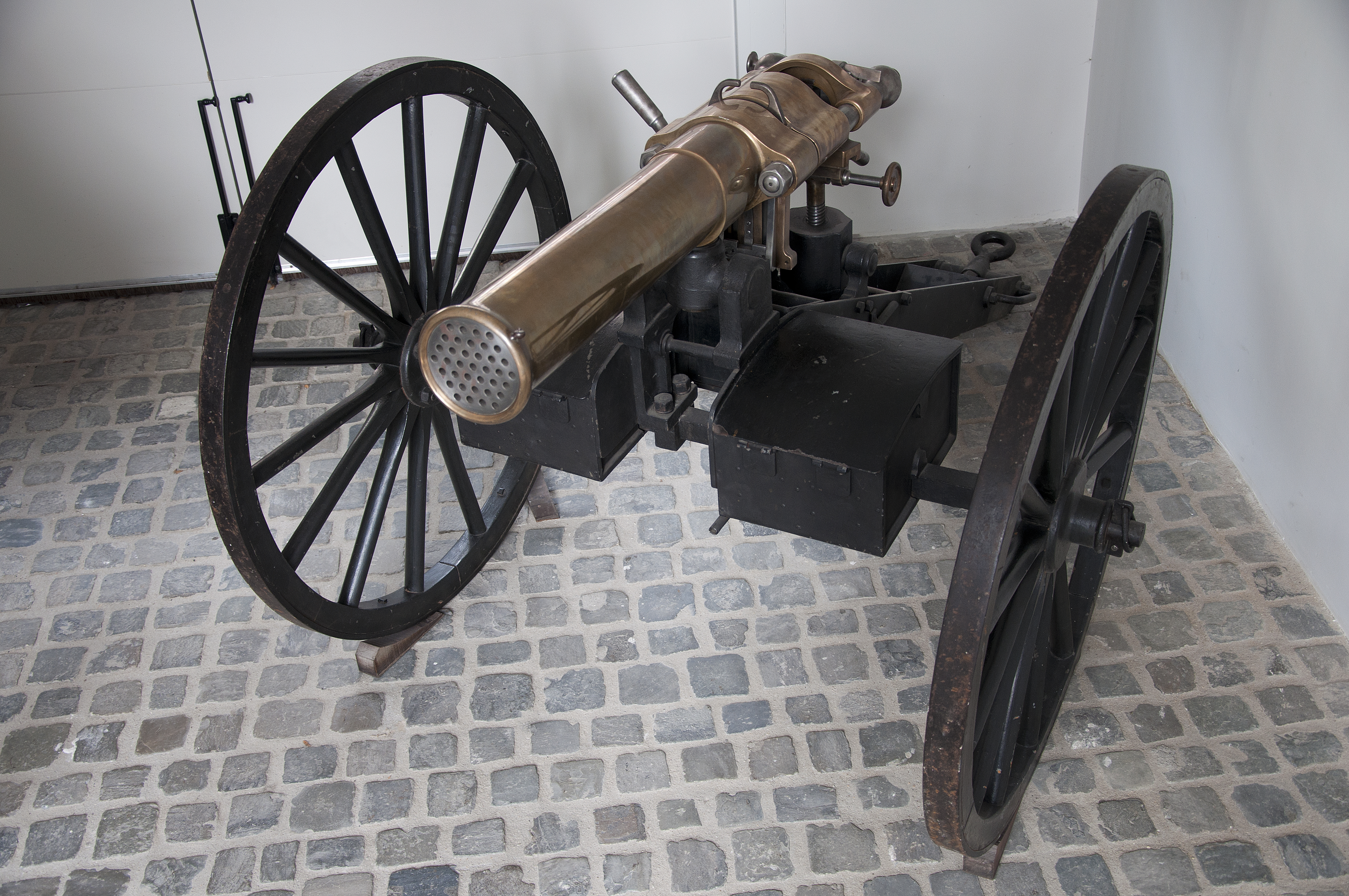
Montigny-machinegeweer (Luik, 1870)
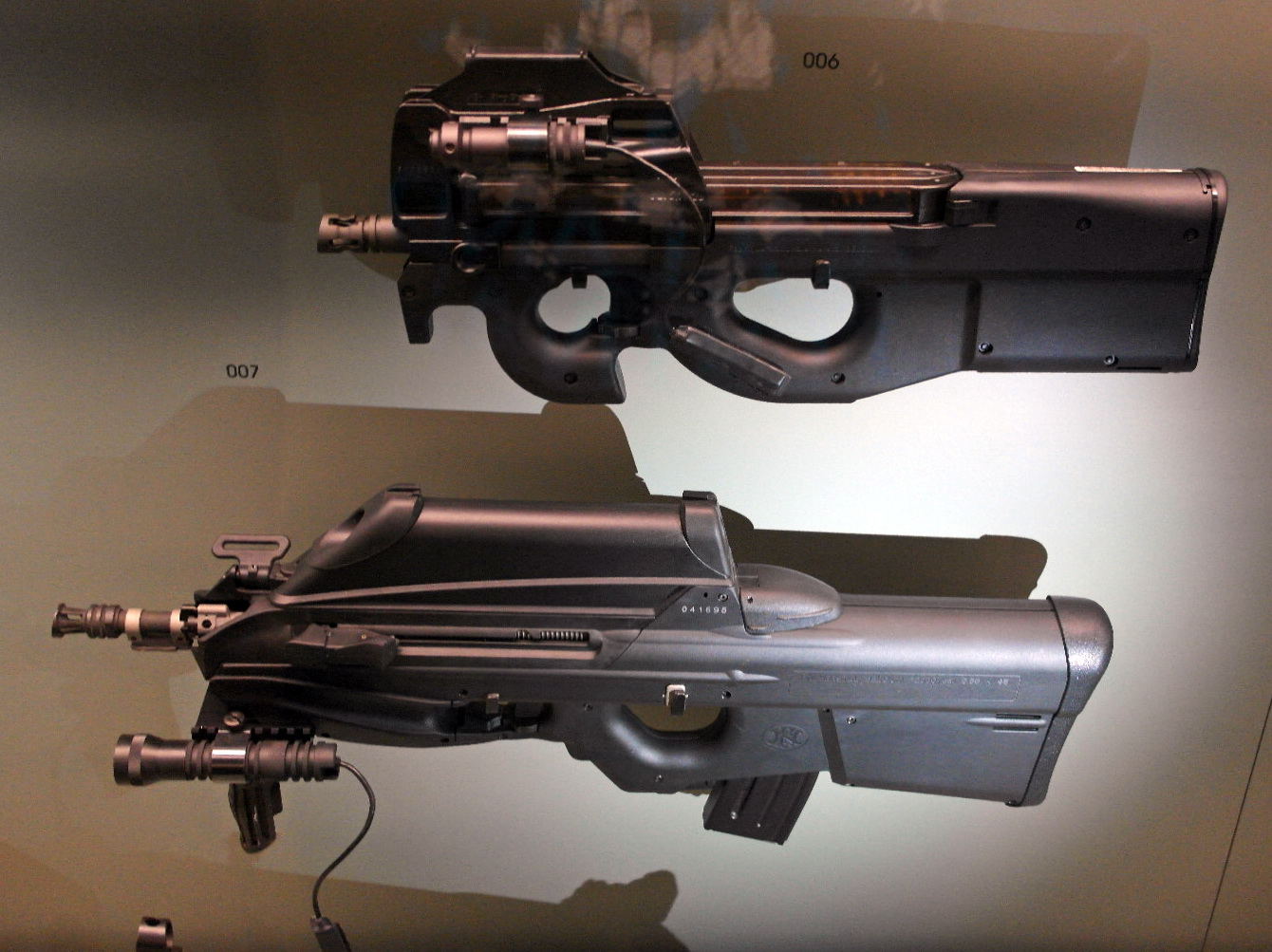
Moderne handwapens (FN, Luik, 2008)